# Église Notre-Dame-de-Liesse de Saint-Renan
Pour les articles homonymes, voir Liesse.
L'église Notre-Dame-de-Liesse est une église catholique française située à Saint-Renan dans le département du Finistère.

## Historique
L'ancienne église du prieuré de saint Renan (ou saint Ronan), simple chapelle, est rebaptisée Notre-Dame-de-Liesse en 1747, est détruite en 1760 par un incendie et dépendait de l'abbaye de Saint-Mathieu. Le prieuré est mentionné dans un acte du Saint-Siège de 1235 : prioribus Sancti Ronani et Brest, puis de 1405, et dans un aveu de 1479. En 1742, son revenu était de 225 livres. Il tenait en fief cinq manoirs ou lieux nobles : à Saint-Renan, le manoir prioral, Pen-ar-Pont en Milizac, Coat-Manac'h bihan en Plouzané, Lokournan bihan en Plouarzel, le Lauten en Plourin ; avec moulins à blé et à tan. Le prieur devait au domaine royal une rente annuelle de 5 grosses anguilles et 50 petites. Le portail du XIIIe siècle était encore visible au XVIIIe siècle (signalé en 1859 par Pol de Courcy dans Itinéraire de Saint-Pol à Brest).
La tour gothique s'écroule à la suite de sa démolition partielle par la foudre en 1768. Le clocher ainsi que les six premières travées furent reconstruits à neuf après le 21 mai 1771 (plans dressés par Sr. Jaouen, entrepreneur à Brest, et travaux réalisés par Pierre Cranec) ; puis en 1869, il fut agrandi sur les plans de Joseph Bigot par l’adjonction du chœur actuel de style roman, prenant ainsi la forme d’une croix latine. La tribune date de 1891. L'édifice a été restauré en 1904 par les soins de l'abbé Stéphan, curé archéologue. En 1969 a lieu un nouveau remaniement avec dépouillement d’une grande partie des ornements.
L'église comprend une nef de six travées avec bas-côtés, prolongée par un chœur de deux travées droites et d'un rond-point de sept arcades entouré d'un déambulatoire sur lequel s'ouvrent trois chapelles rayonnantes. Le clocher est couronné par un lanternon, amorti en dôme et surmonté lui-même d'un petit lanternon. L'église abritait jadis les statues de la sainte Vierge, saint Renan, saint Roch et sainte Barbe. Dans le chœur de l'ancienne église, on voyait la tombe d'un seigneur et d'une dame du Curru (représentés côte à côte et leurs pieds appuyés sur un léopard et un chien). L'édifice actuel conserve une vieille statue de saint Mémor ou saint Mémoire, tenant ses entrailles à deux mains.
Ce n’est qu’en 1772 que l’église Notre-Dame-de-Liesse est devenue paroissiale.
Le soubassement de l’autel a conservé cinq de ses douze apôtres. D’autres objets sont exposés à la maison du patrimoine.
Contrairement à la tradition chrétienne, le chœur est à l’ouest et le clocher à l’est : un pesant clocher à lanterne de 1772, accosté de deux tourelles polygonales.
Sans architecture particulière, l’église possède cependant quelques atouts fort intéressants :
Un chœur original entouré d’un couloir qui accueille des fidèles aux grands rassemblements. Des colonnes aux chapiteaux variés le ceinturent harmonieusement. En voûte, onze petites fenêtres aux décors variés : Marie couronnée au centre, des anges et des motifs de l’Écriture sainte.

## Les vitraux
Des vitraux riches en couleurs, décors, personnages et histoire. Création de François Haussaire et Léon Payan.
Dans la tribune
1 – Au centre, sous le clocher, l'Immaculée Conception, entre le pape de la proclamation du dogme, Pie IX et celui de son cinquantenaire, Pie X ; en hommage au jubilé de 1854-1904.
2 – Côté cimetière, saint Yves, l’avocat des pauvres, patron des avocats et second patron de la Bretagne.
3 – Côté sud, saint Rivoaré, moine, patron de Lanrivoaré, avec son neveu saint Hervé tenant en laisse un loup.
Au niveau du sol
4 – En oculus, près des fonts baptismaux, le baptême de Jésus dans le Jourdain par Jean-Baptiste. La colombe symbolise l’Esprit Saint.
5 – Saint Gouesnou, en évêque, avec sa sœur Tudone et son frère Majan, ermite à Locmajan en Plouguin (don des paroissiens).
6 – Saint Sébastien, en officier romain, un rameau dans la main droite, une flèche symbole de son martyre dans la maison gauche. Sa chapelle se situait à l’entrée du quartier du même nom avant la Révolution de 1789. Sébastien invoqué contre les épidémies (don des habitants de la rue Saint-Sébastien).
7 – La Sainte Croix, patronne du Conquet, d’où le Christ avec sa croix. À ses pieds, deux grands missionnaires bretons : Dom Michel Le Nobletz et le père Julien Maunoir (don de l’abbé J. B Pallier, vicaire au Relecq-Guipavas).
8 – Saint Mathieu, patron de l’abbaye de même nom dont Saint-Renan était un prieuré. Évangéliste, rappelé par la plume et le parchemin (don des habitants de la rue Saint-Mathieu).
9 – Saint Arzel, en évêque, patron de Plouarzel, Ergué-Armel, Plouharnel, Ploërmel, et Ploudalmézeau avec saint Pol Aurélien (don de Mme veuve Nédélec et sa famille).
10 – Saint Ronan, patron de la paroisse de Saint-Renan et de Molène, en évêque, guérissant, un malade et chassant le démon. En médaillon le clocher et la ville (don de l’abbé Stéphan, curé de Saint-Renan).
11 – La Sainte Famille. À droite, saint Joseph mourant, à gauche la famille dans l’atelier de Nazareth. En fond de tableau, les murs de Nazareth (don de Mme Morvan-Kéréval).
12 – La Sainte Famille. Au sol, les statues de saint Joseph et du Curé d'Ars, ainsi qu’une stèle rectangulaire portant en creux l’arbre de Jessé. Ici aussi, le tabernacle du Saint Sacrement est rappelé par la petite lampe du sanctuaire dans le chœur (don de Mme Morvan-Kéréval).
13 – Saint Pol de Léon, premier évêque breton du Léon reçu par un Seigneur couronné. Deuxième patron du diocèse, et patron de Lampaul-Plouarzel. Au-dessus, le dragon stylisé, de l’île de Batz qu’il maîtrise. En médaillon, la ville de Saint-Pol-de-Léon, le clocher de la cathédrale et celui du Kreisker (don du chanoine Janvier ancien curé et plusieurs prêtres).
14 – Le Sacré-Cœur. Penché vers une femme agenouillée tendant un parchemin (don de la famille Veuve J Riou –L’Hergoualc’h).
15 – Le Sacré-Cœur. Apparition de Jésus à sainte Marguerite-Marie Alacoque à Paray-le-Monial, dont on voit la basilique en médaillon (don de la famille Veuve J Riou –L’Hergoualc’h).
16 – Saint Corentin. Premier patron du diocèse, reçu par le roi Gradlon qui lui donne un parchemin, sans doute une concession de territoire. Au-dessus les fortifications de Quimper, dont on voit la cathédrale en médaillon (don du chanoine Toulemont, ancien curé de Saint-Renan).
17 – Marie, patronne de la bonne mort. Elle intercède pour un mourant auquel un prêtre administre le sacrement des malades (don anonyme).
18 – Marie. Elle accueille les âmes du purgatoire (don de l’abbé Stéphan, curé de Saint-Renan).
19 – Assomption de Marie, titulaire de cette église, patronne de Locmaria-Plouzané. Les anges l’emportent au ciel. En médaillon, la Mère et l'Enfant, un saint homme, des fidèles et au sol un corps humain décapité et amputé de ses membres (don d’un ami personnel du curé).
20 – Sainte Anne, mère de Marie et son père Joachim. Patronne de la Bretagne, elle enseigne ici les Saintes Écritures à Marie. En haut, deux anges portent la basilique de Sainte-Anne-d'Auray, que l’on voit aussi en médaillon (don des familles Jean-Marie et François-Marie Riou).
21 – Saint Germain l’Auxerrois en évêque, vêtu d’une bure et tenant d’une main un goupillon et de l’autre un dragon en laisse. Jadis populaire en Bretagne, plusieurs chapelles et églises portent son nom. Il était titulaire d’une ancienne chapelle en cette église (don de l’abbé Le Gall, recteur de Saint-Coulitz).
22 – Saint Sané, patron de Plouzané, en évêque portant l’Évangile (don des abbés Lemerdy, recteur de Plouzané et Lesneven, vicaire de Plogonnec).
23 – Saint Pierre, patron de Ploumoguer et de Lamber, tenant une clé et un parchemin : « Tu es Petrus… ». Le coq évoque son triple reniement et la croix, tête en bas, son martyre (don des abbés Calvez, vicaire à Saint-Louis de Brest, et Dujardin, professeur à Lesneven).
24 – Saint Tugdual, dit Pabu, patron de Trébabu, puis plus tard évêque de Tréguier. Dans sa main gauche un évangile (don des paroissiens).
25 – Saint Guénaël (et non Guinal), patron de Plougonvelin. Imberbe parce que devenu évêque très jeune. La biche évoque sa douceur (don des paroissiens).
26 – Notre-Dame de Pitié, dans l’oculus au fond de l’église. Marie assise au pied de la croix tient sur ses genoux son fils mort. En fond de tableau, les outils de la crucifixion, un bocal de parfum et les murailles de Jérusalem.

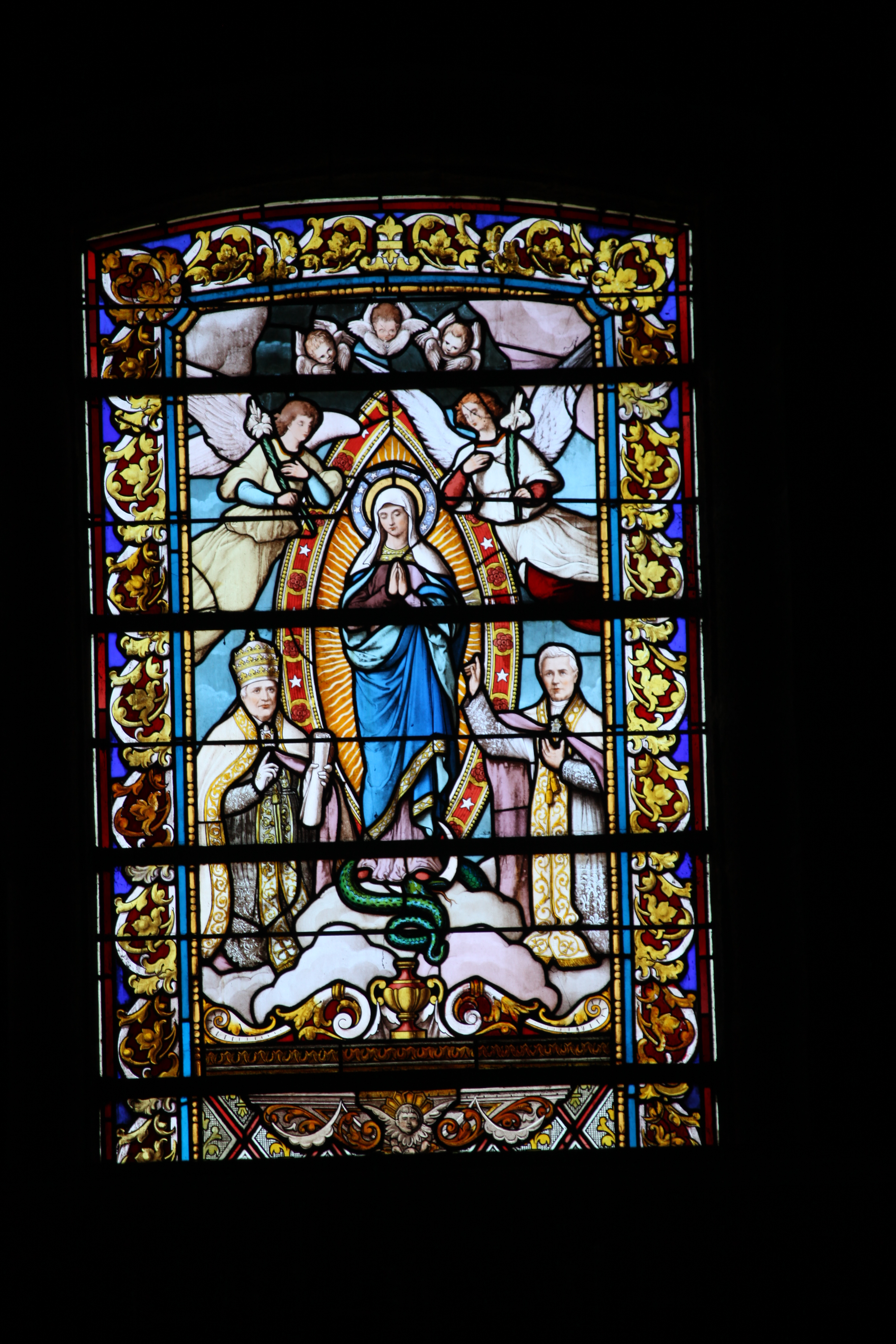
1 - Immaculé Conception
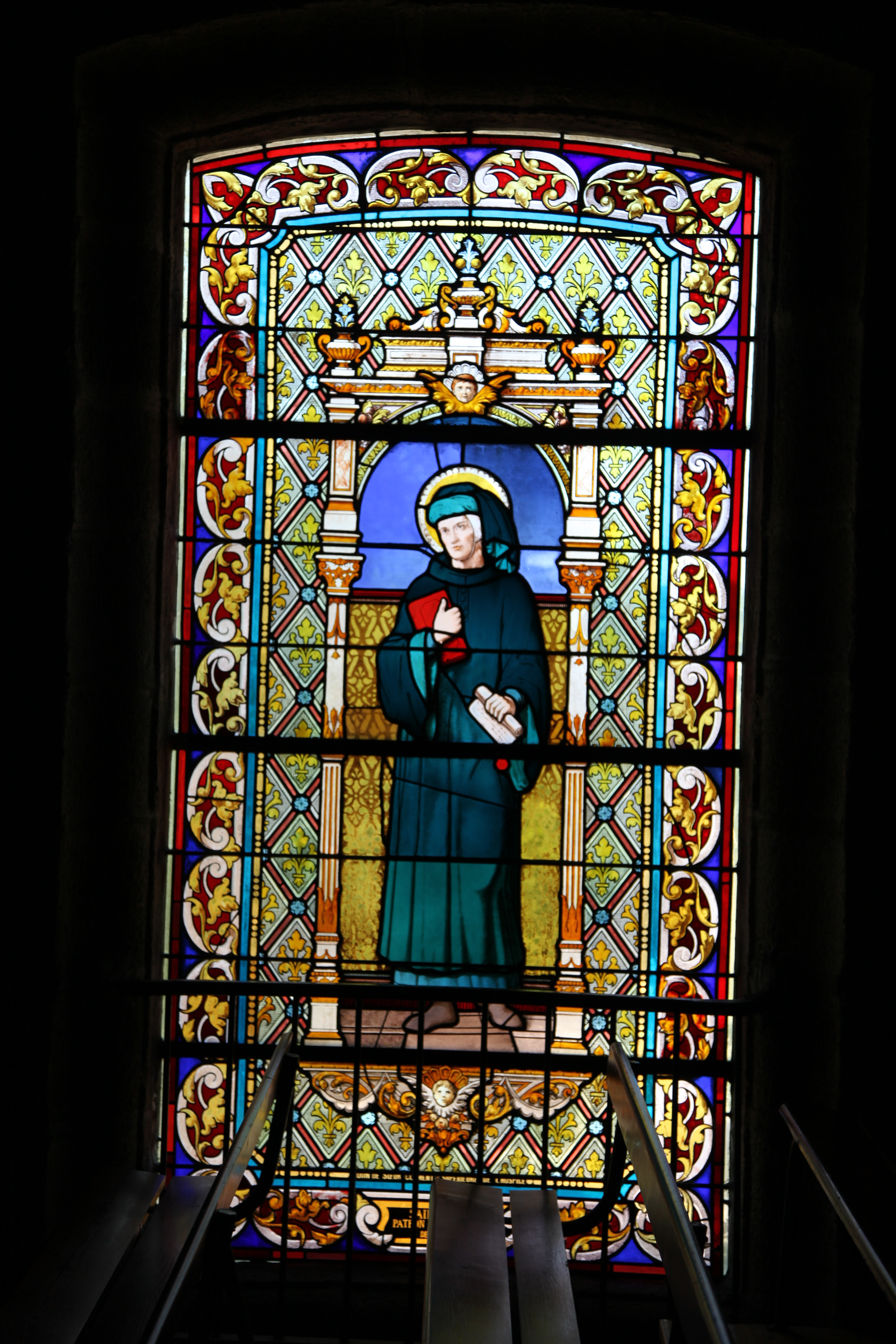
2 - Saint Yves
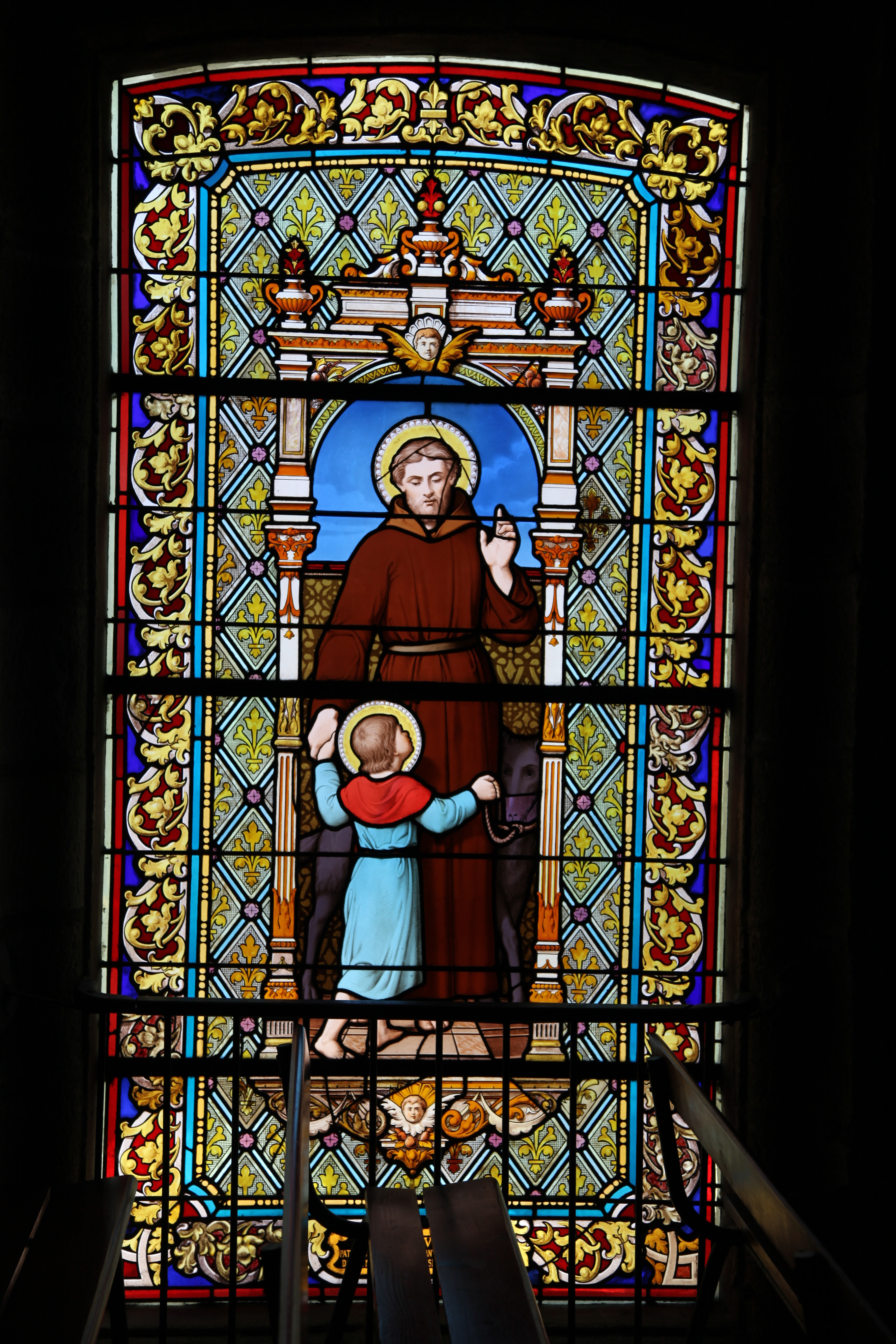
3 - Saint Rivoaré
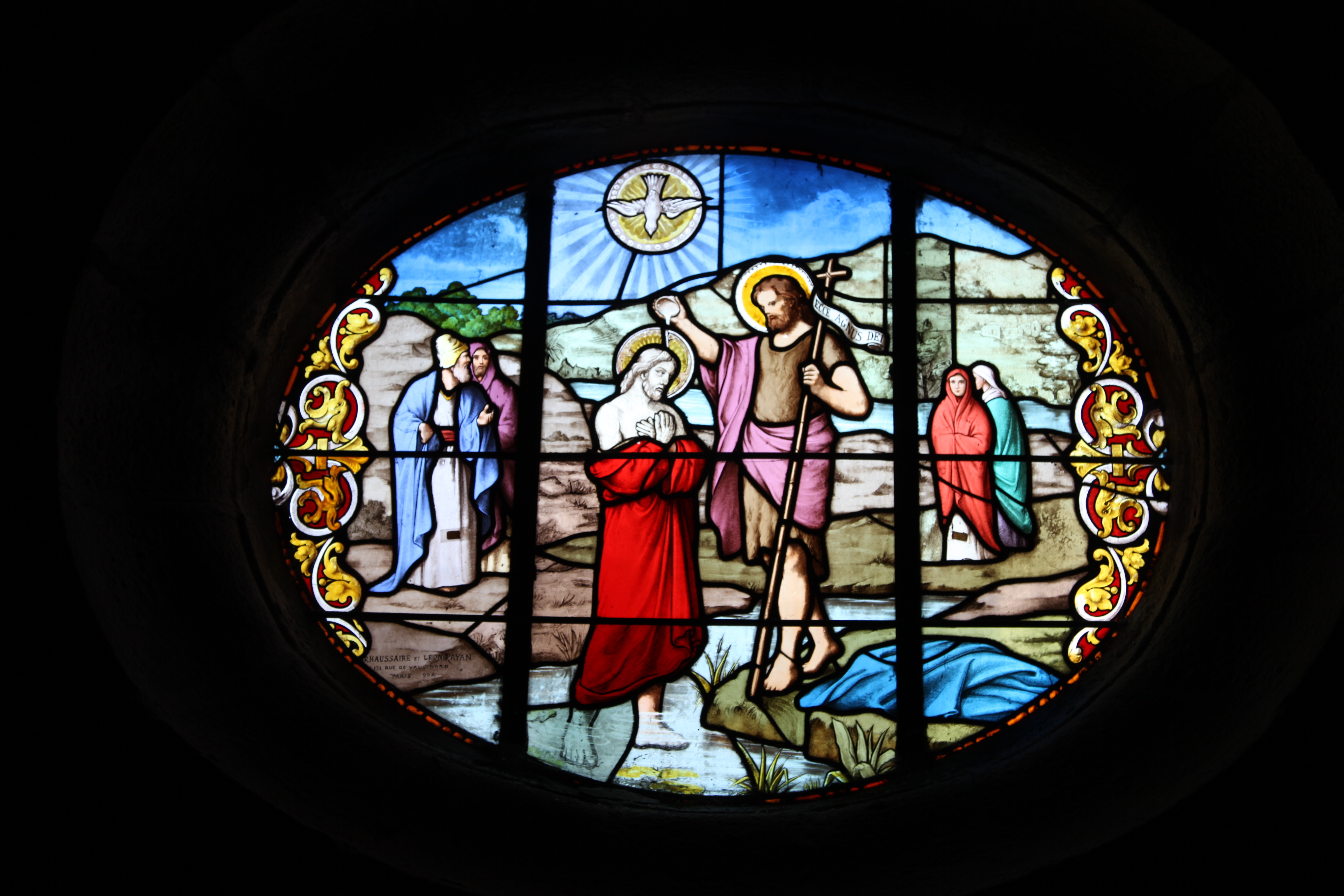
4 – Baptême de Jésus
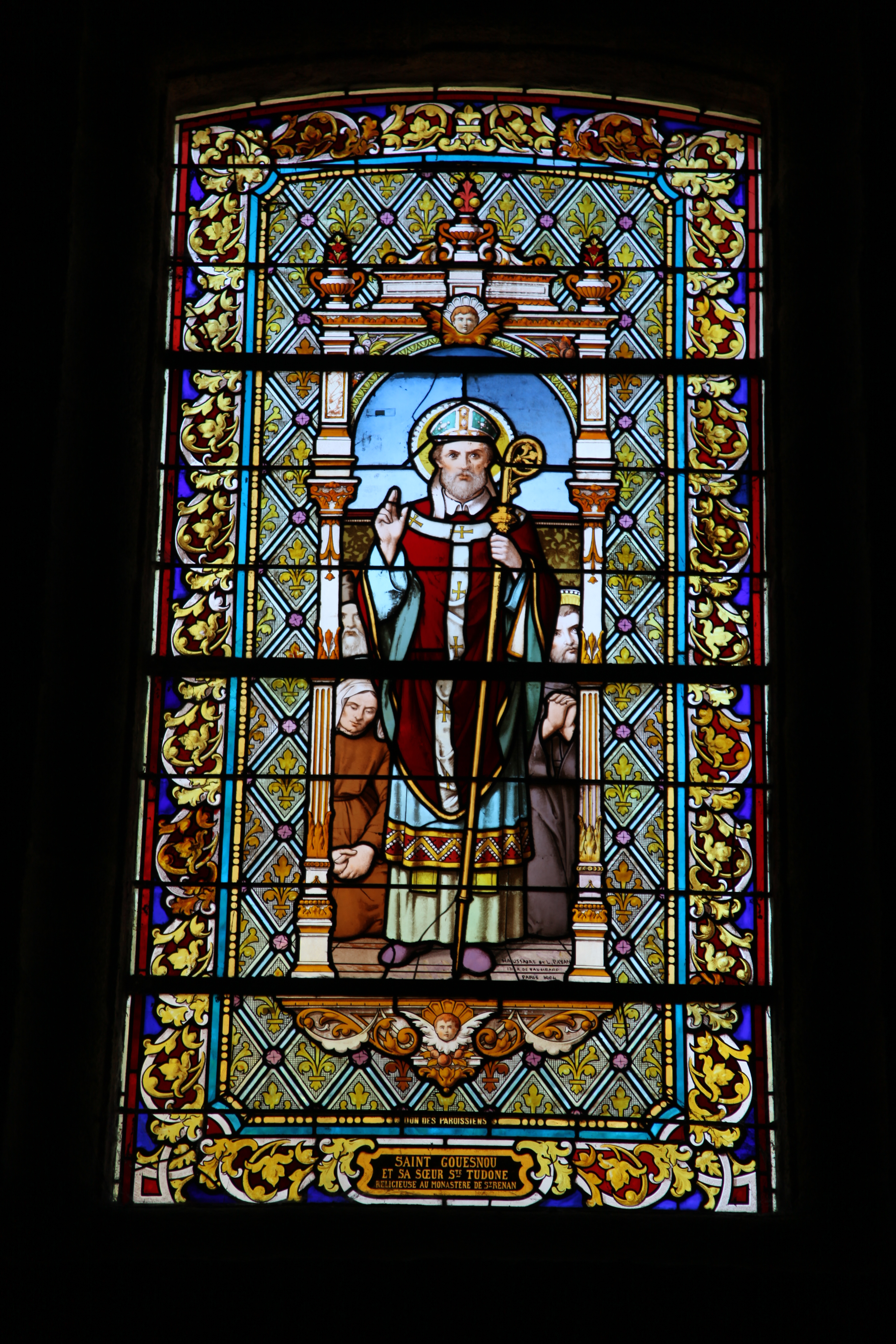
5 – Saint Gouesnou
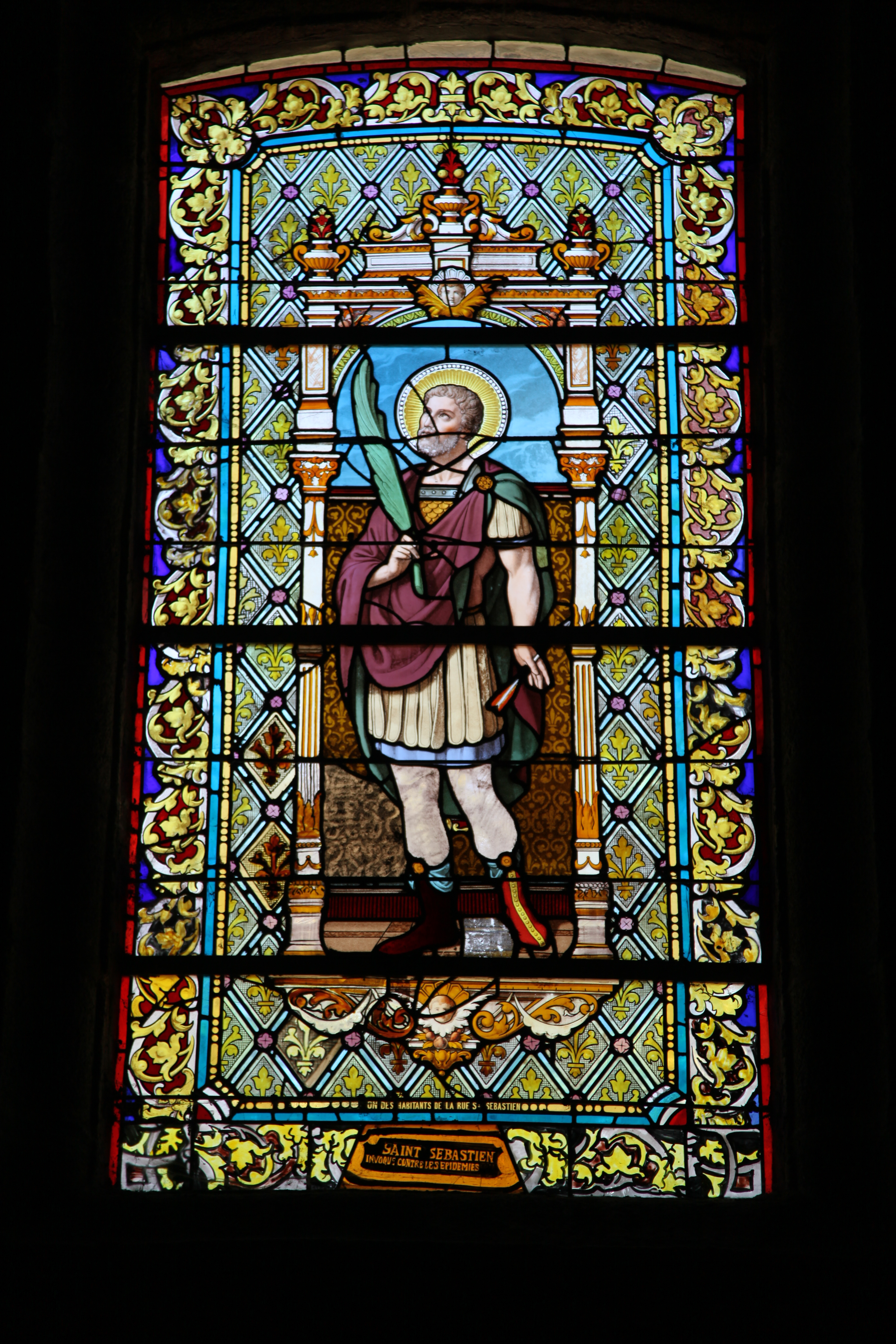
6 – Saint Sébastien
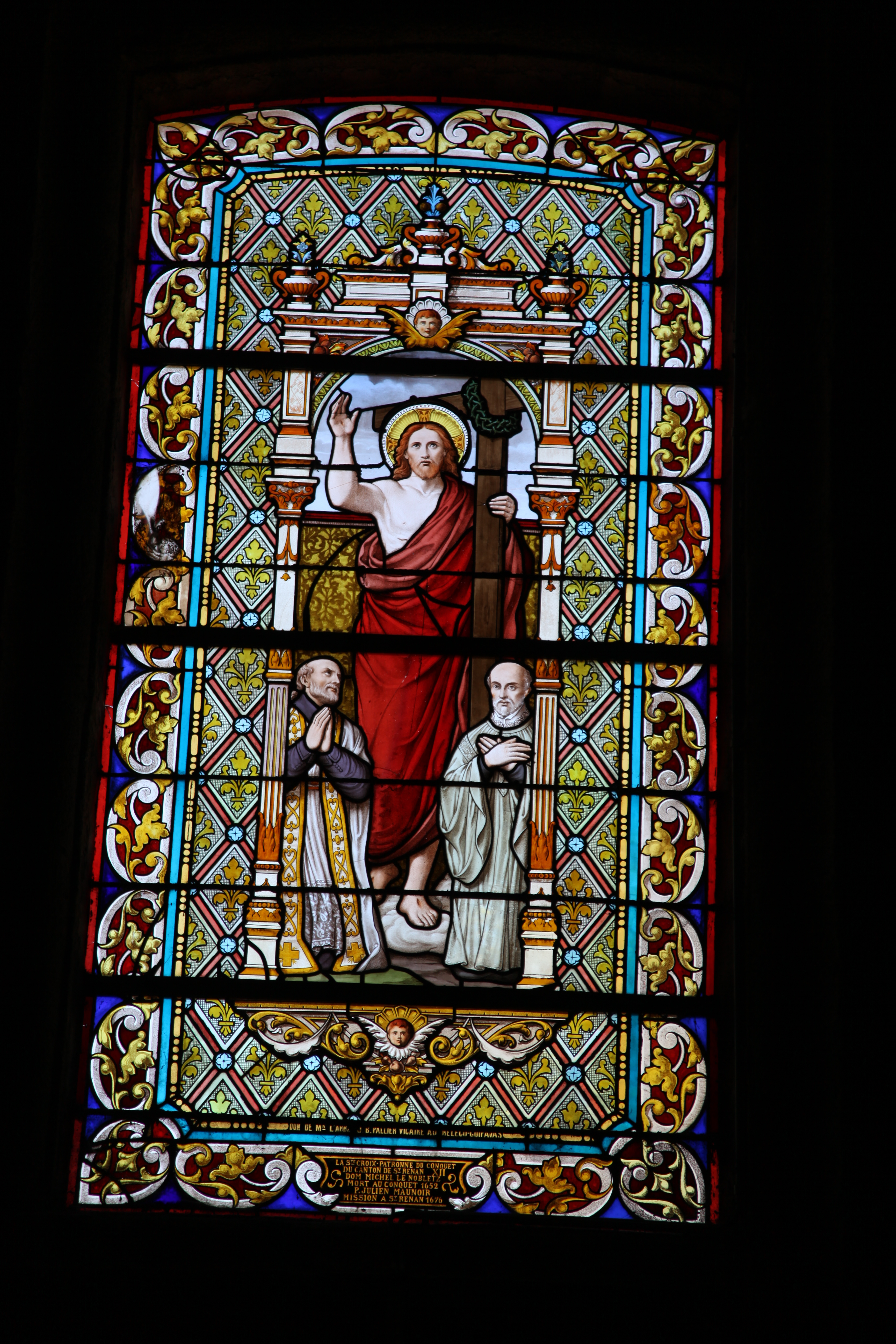
7 – La Sainte Croix
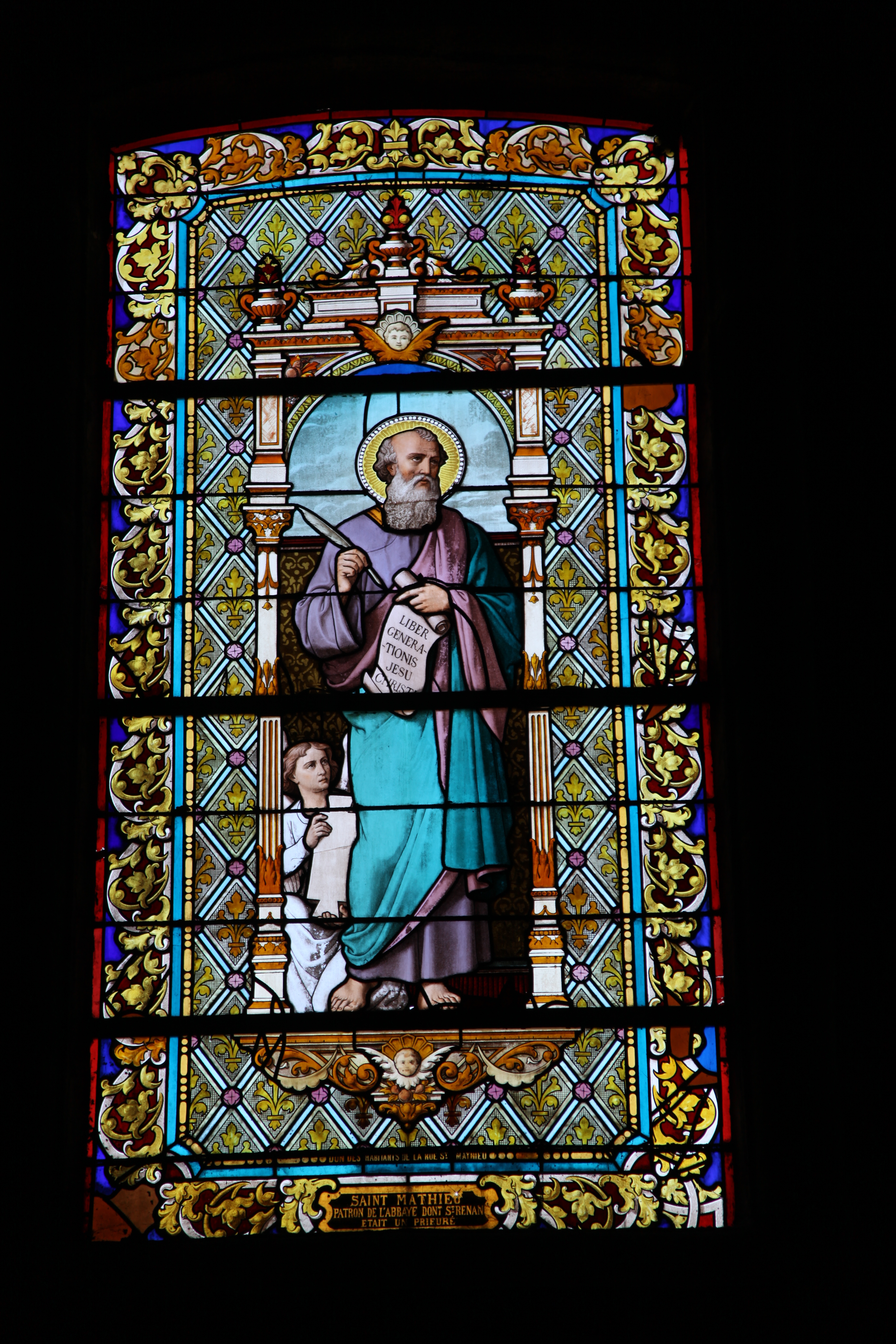
8 – Saint Mathieu
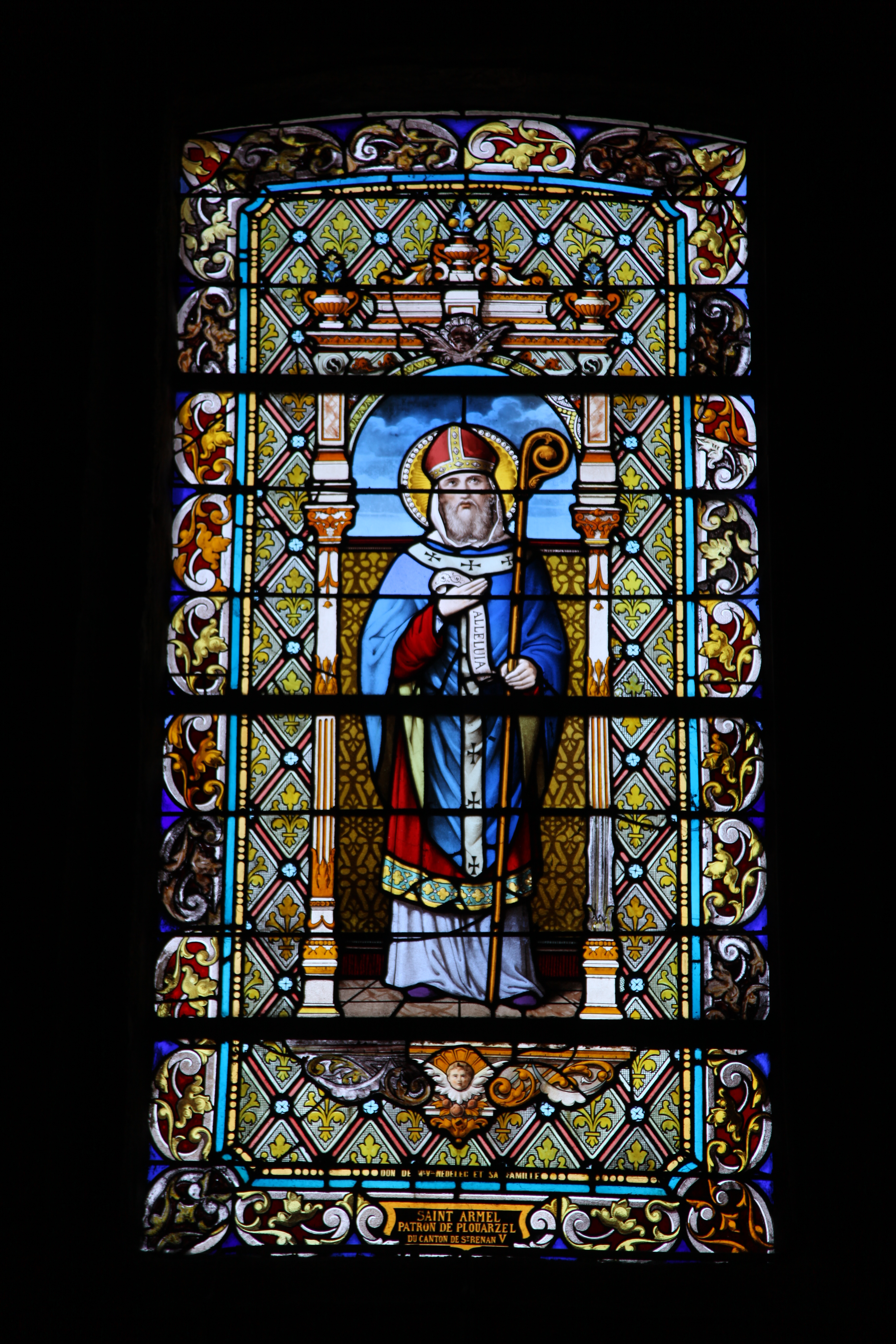
9 – Saint Arzel
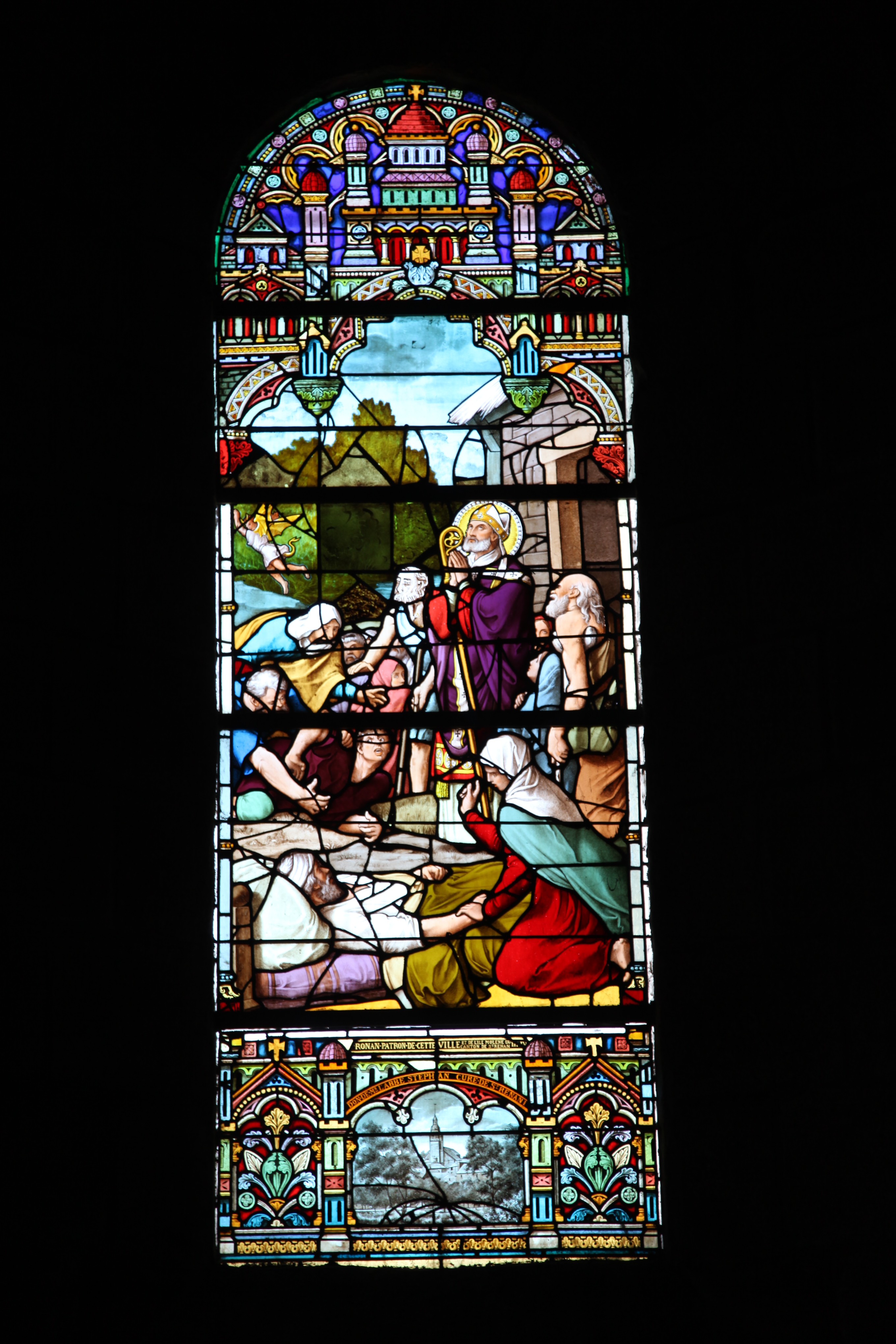
10 – Saint Ronan
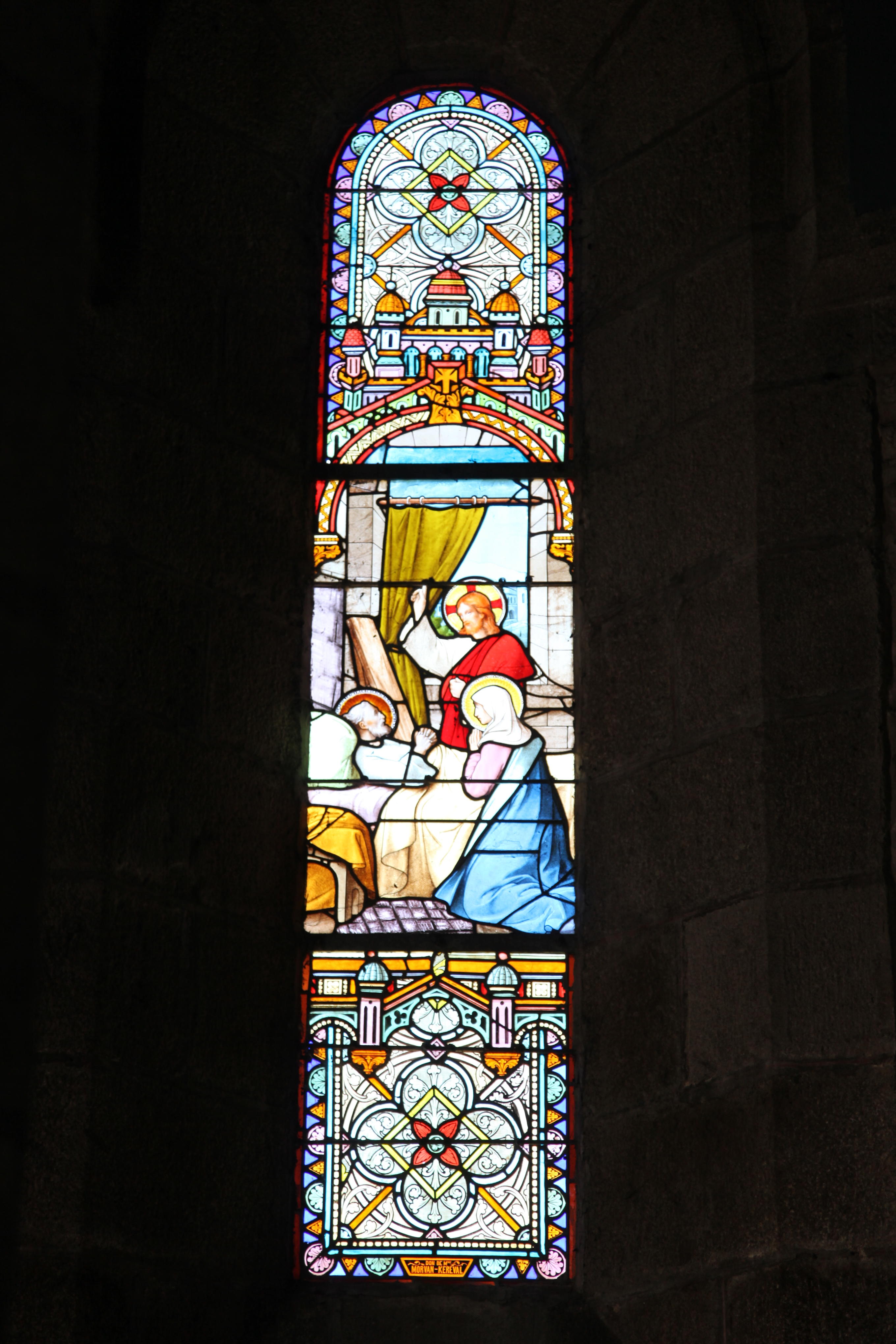
11 – La Sainte Famille
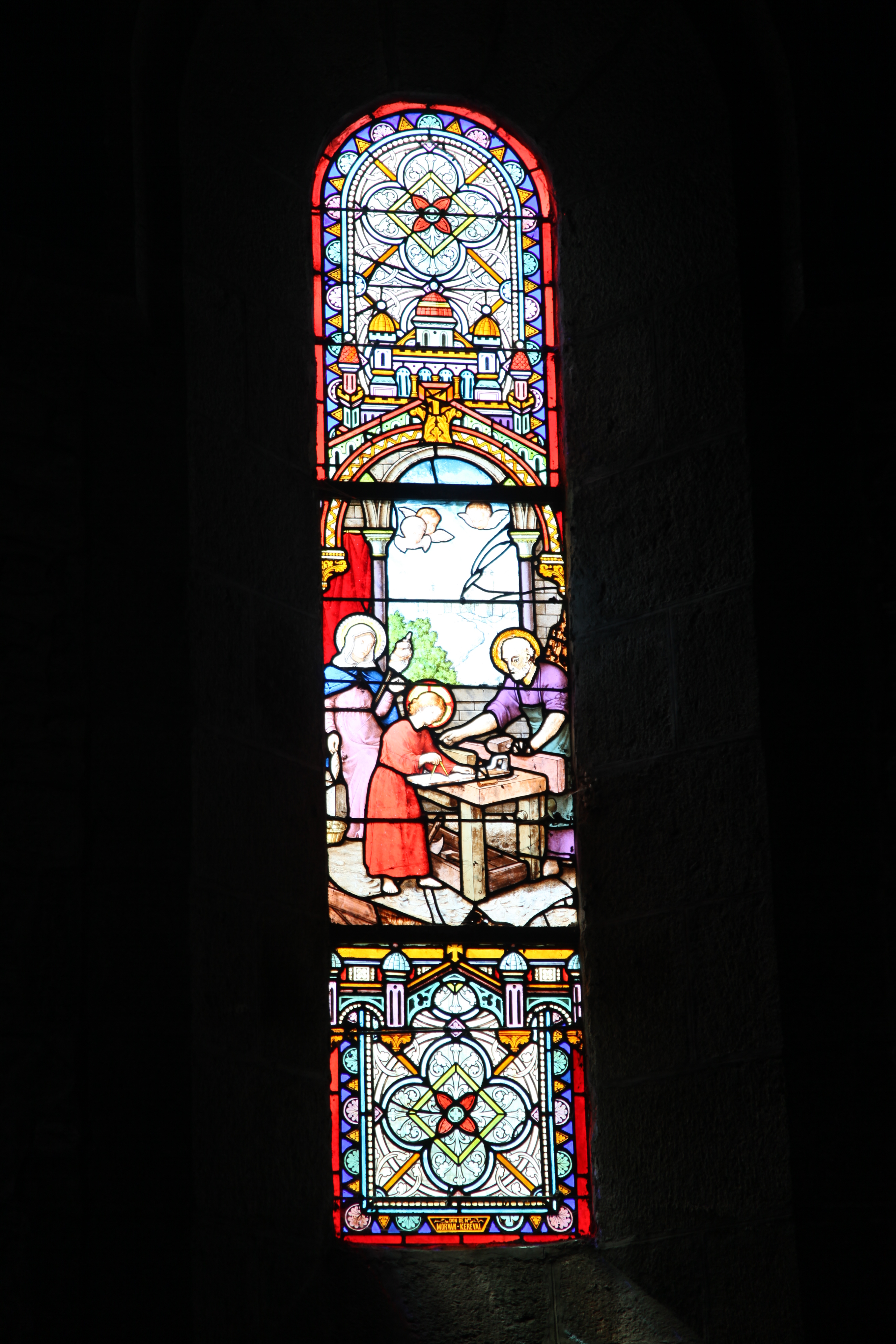
12 - La Sainte Famille
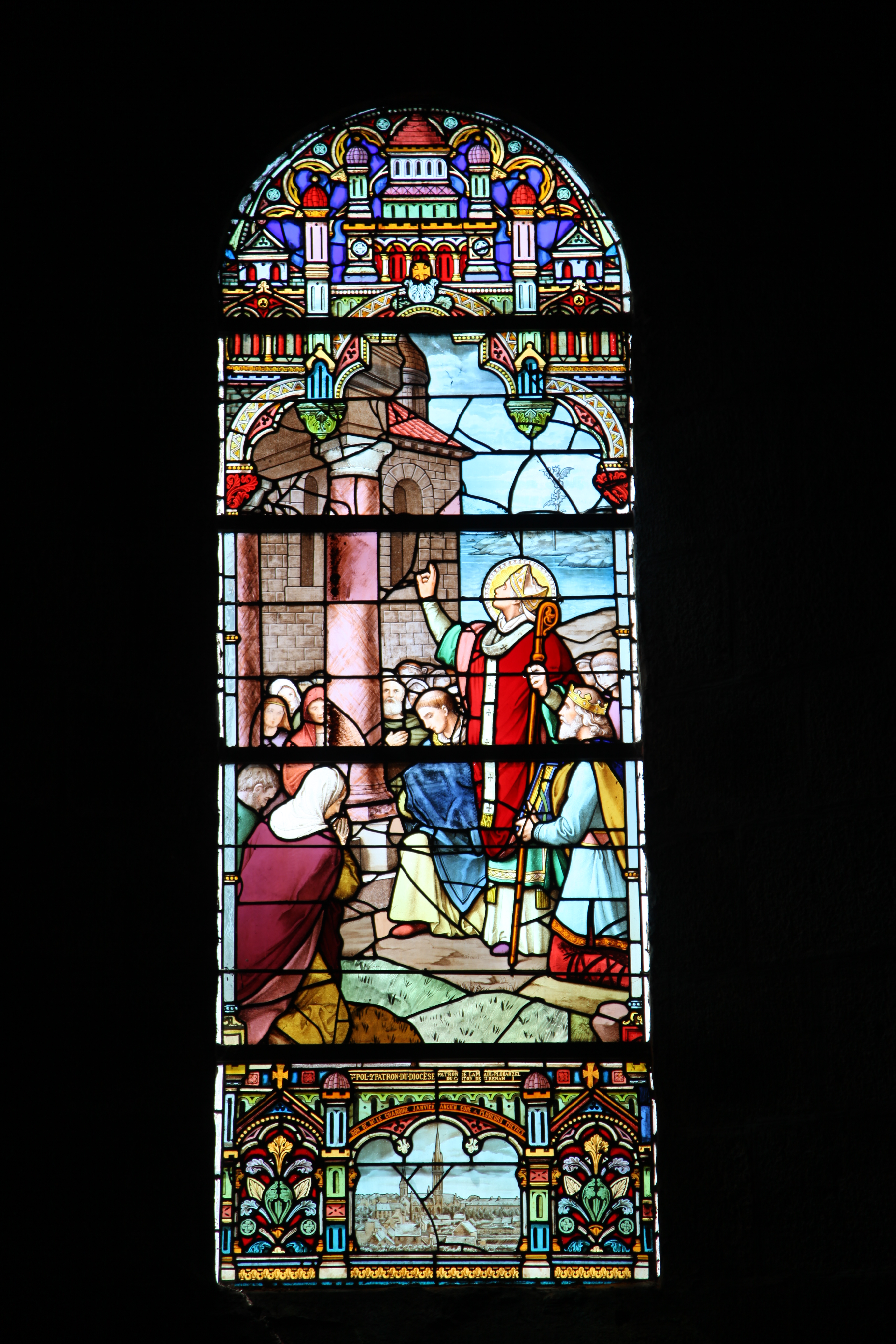
13 – Saint Pol de Léon
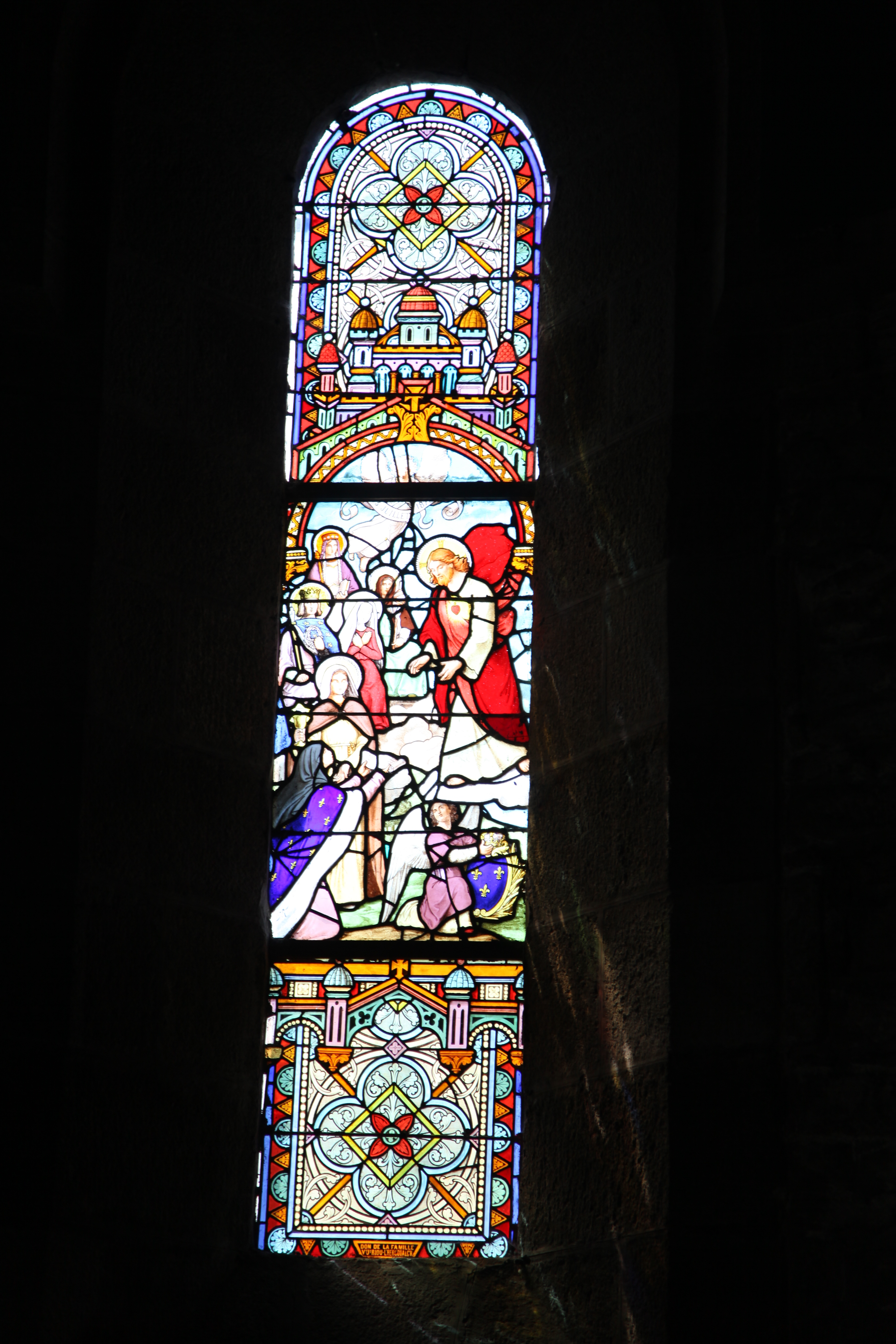
14 – Le Sacré-Cœur
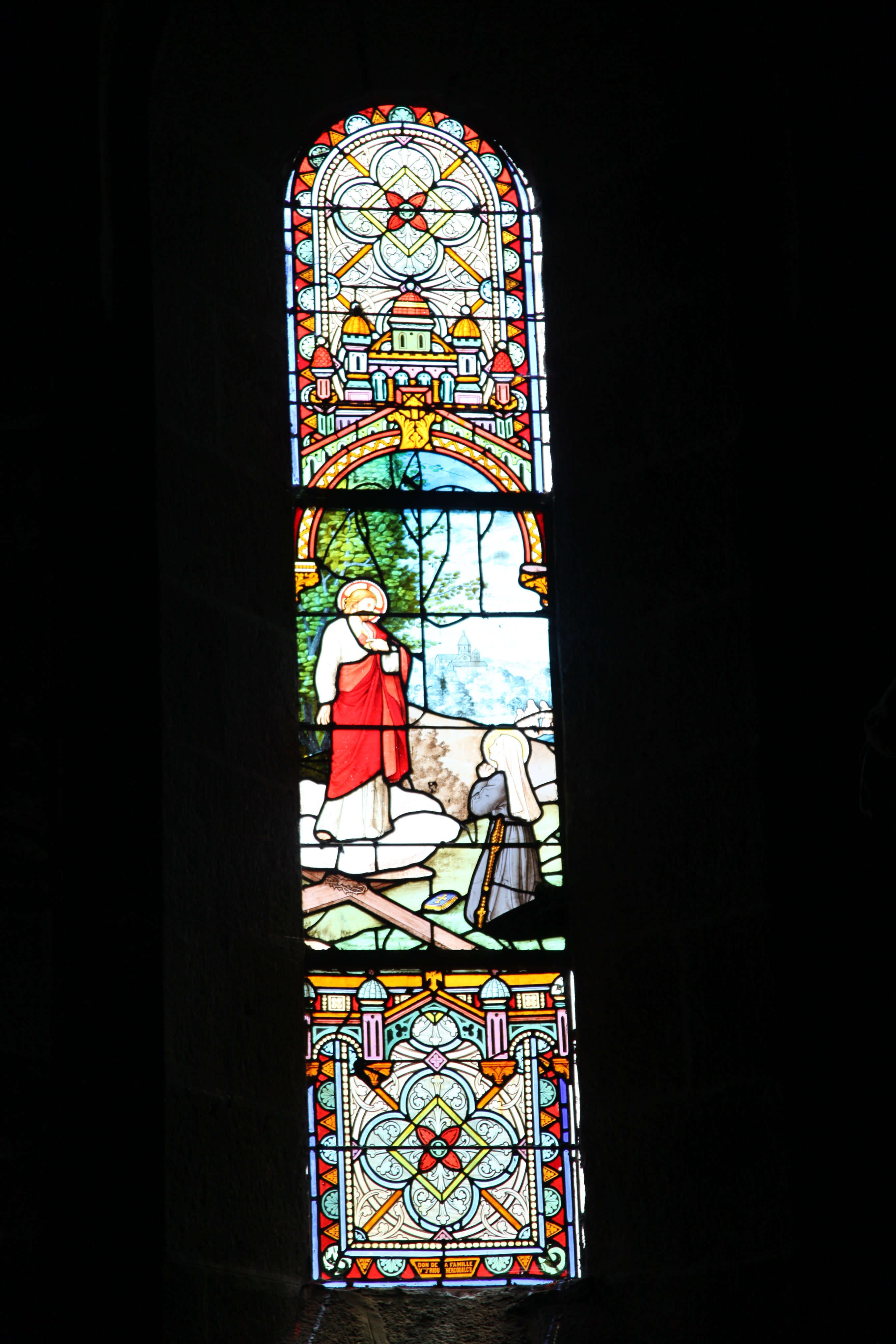
15 - Le Sacré-Cœur
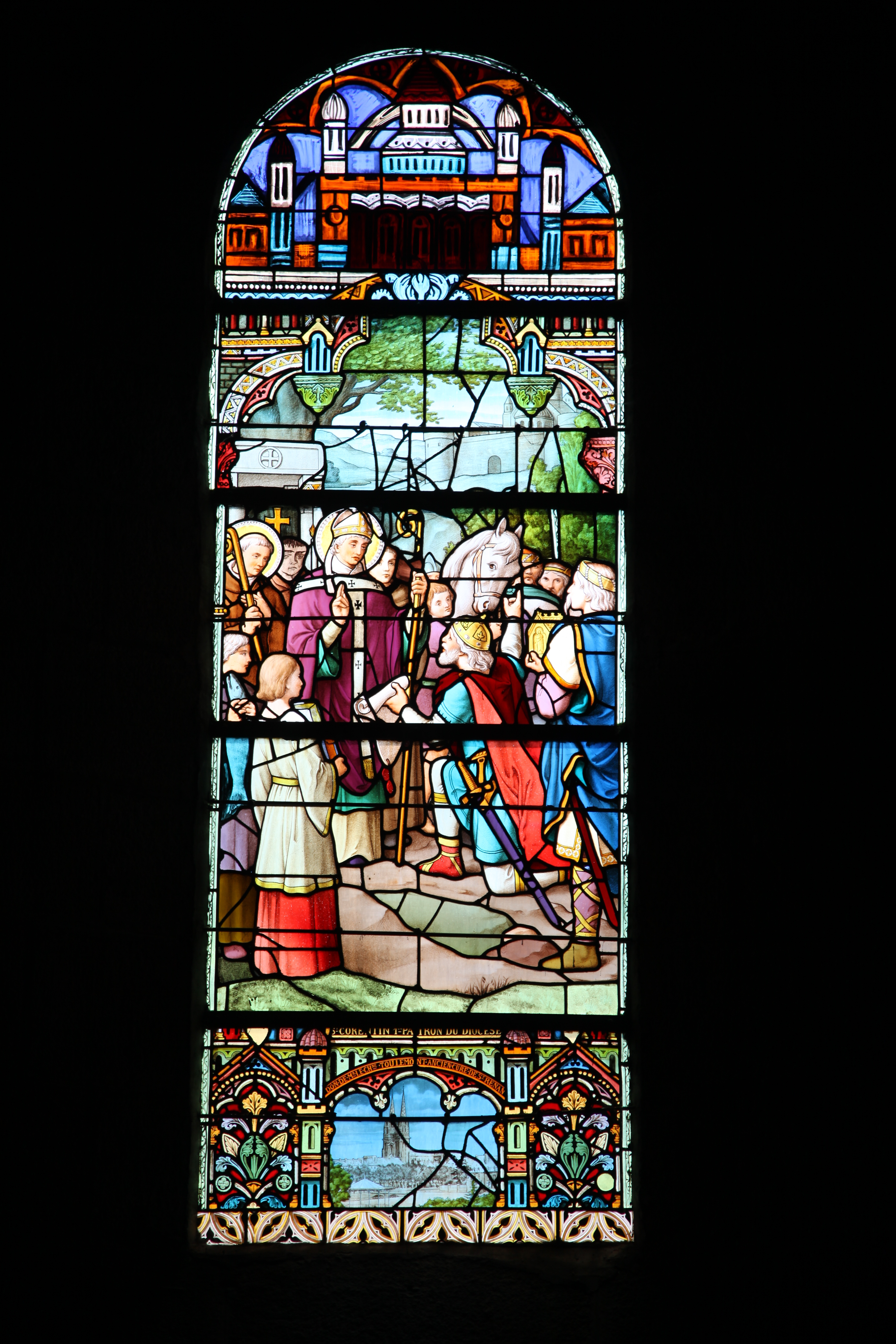
16 – Saint Corentin
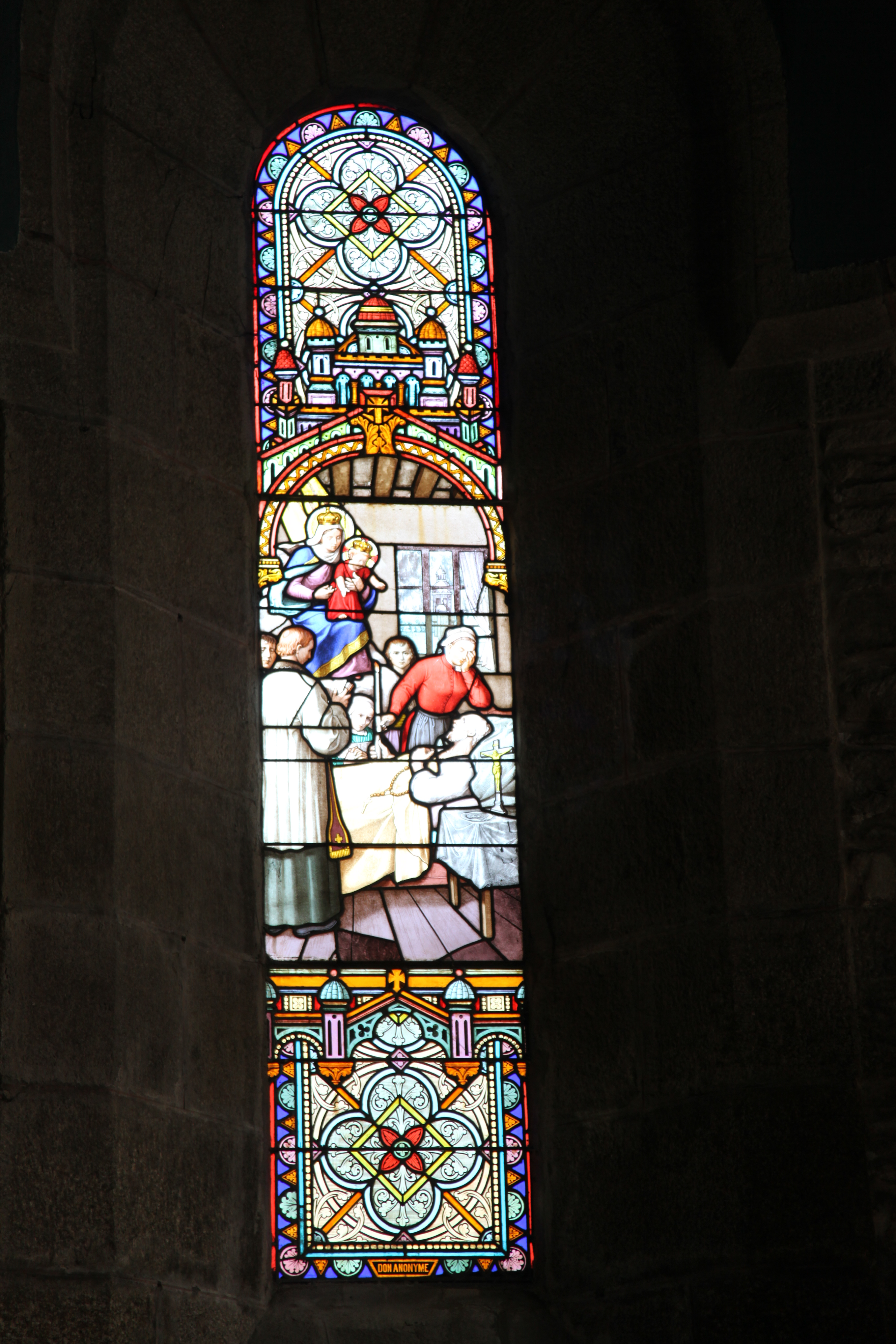
17 - Marie
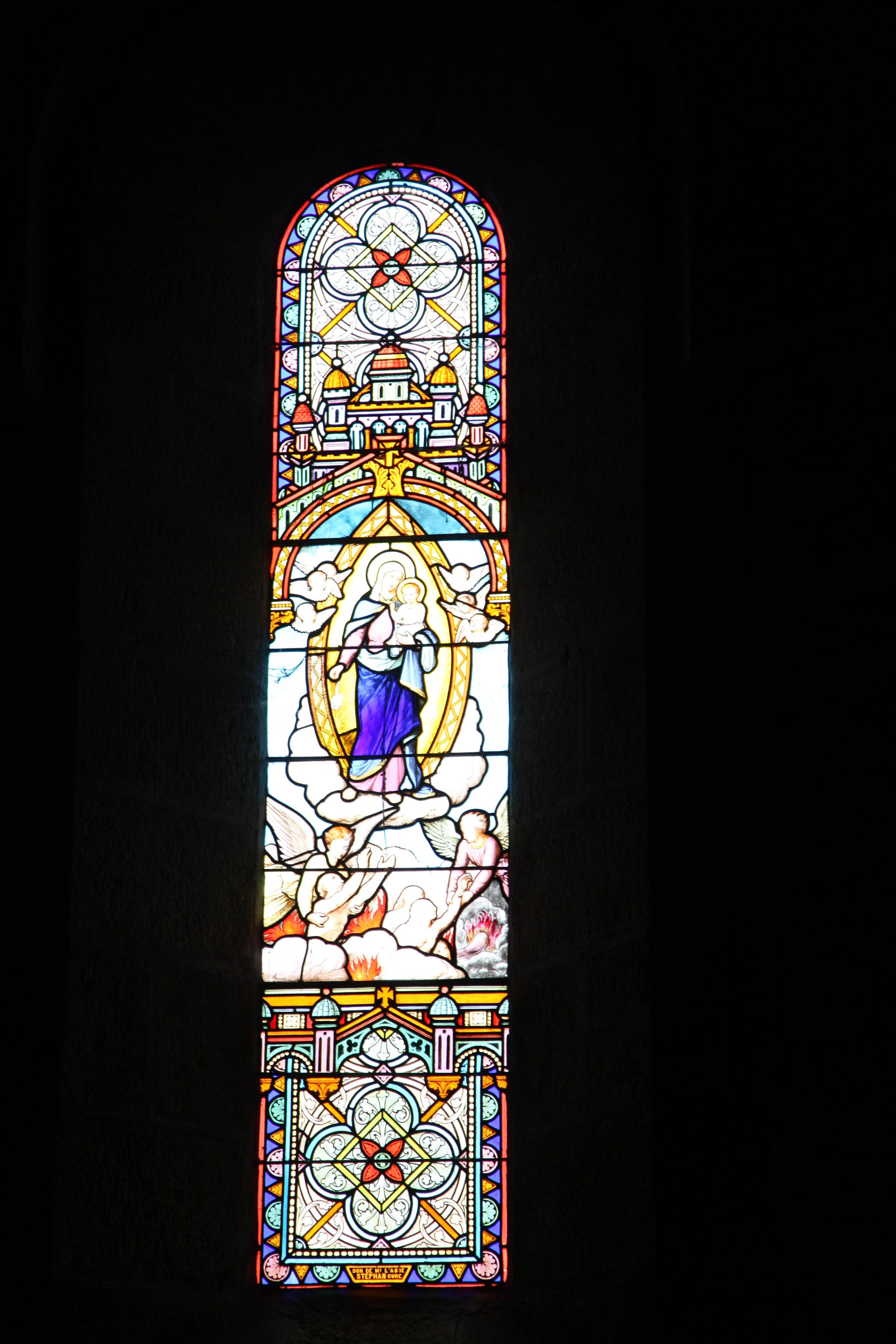
18 - Marie
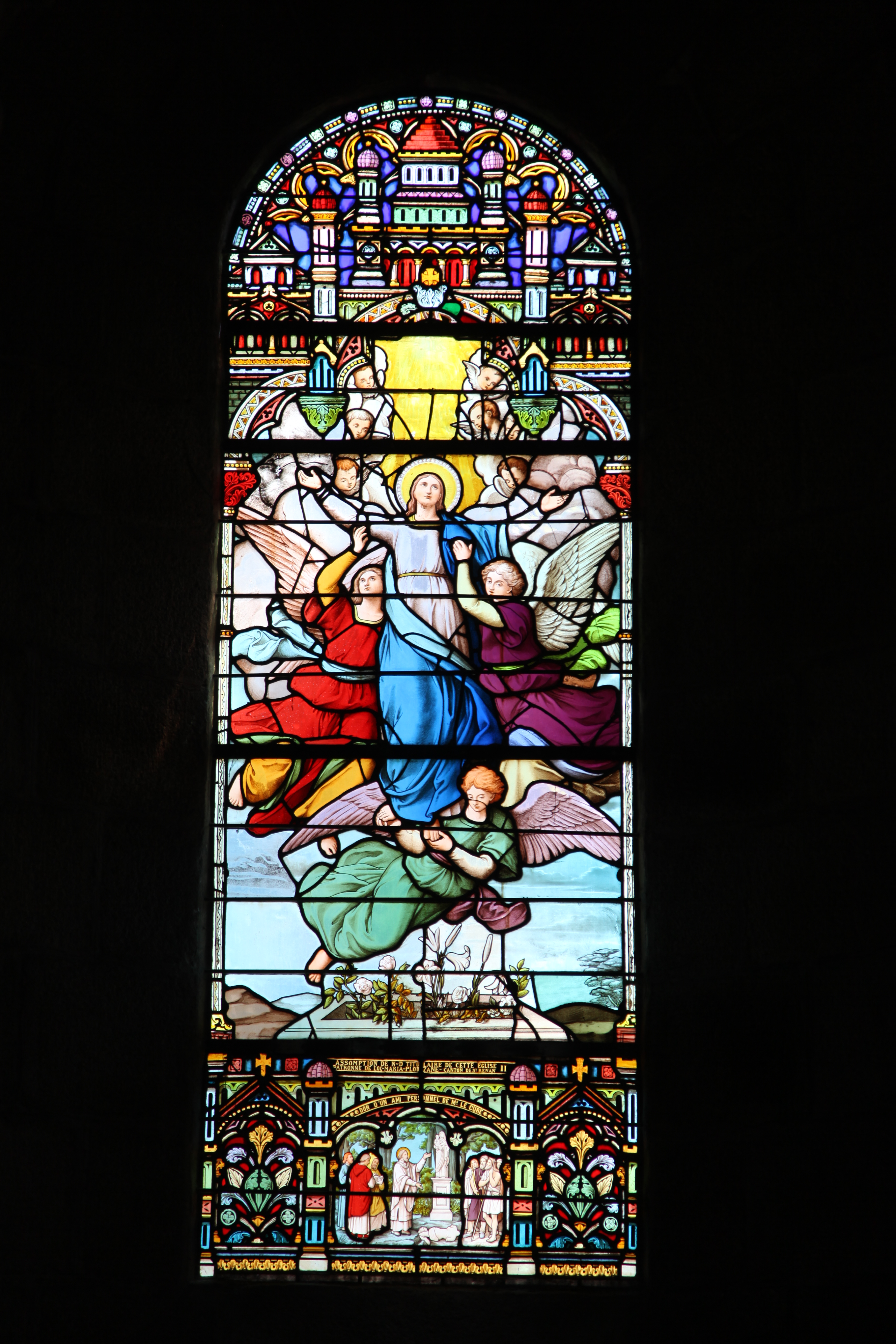
19 – Assomption de Marie
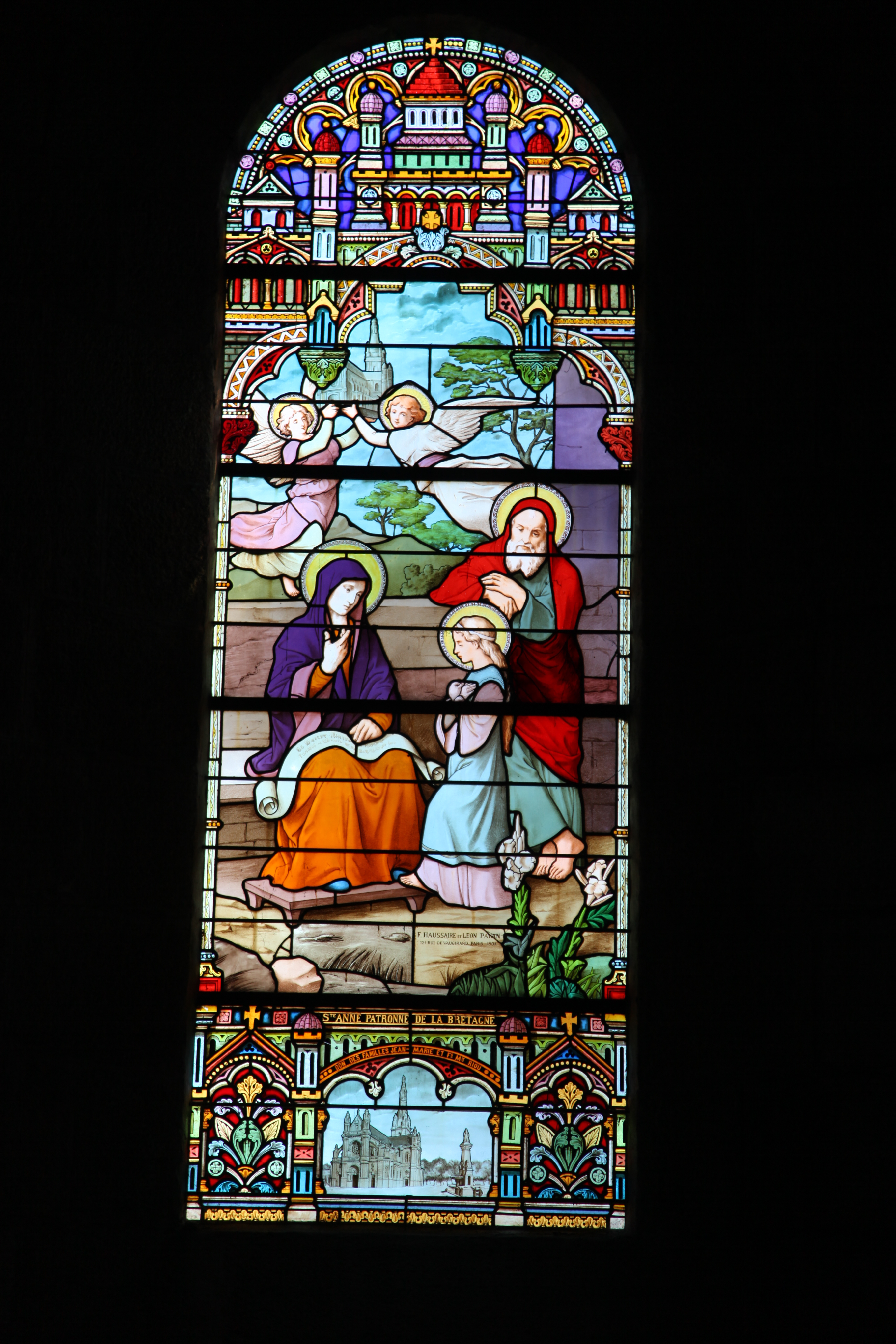
20 – Sainte Anne
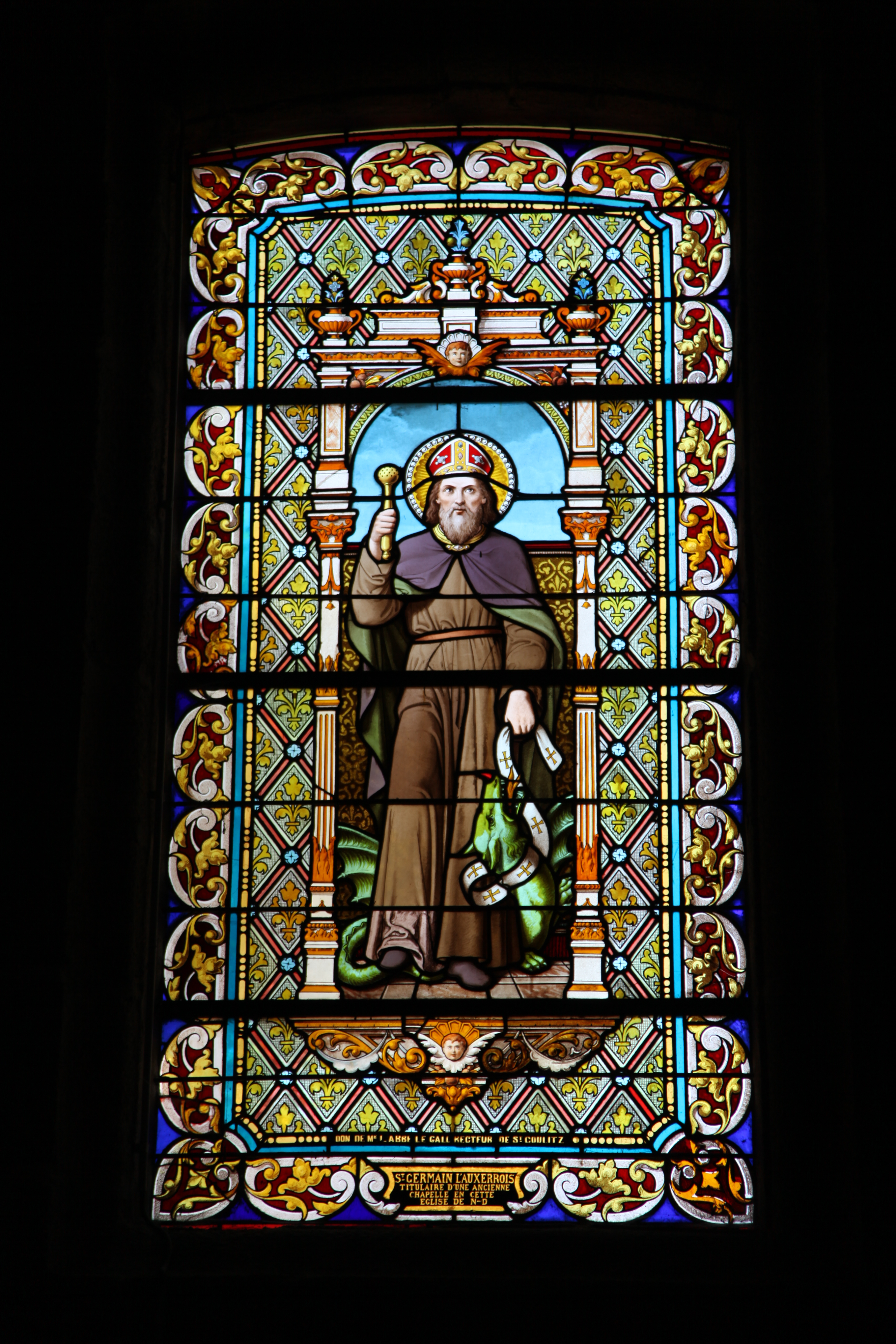
21 – Saint Germain l’Auxerrois
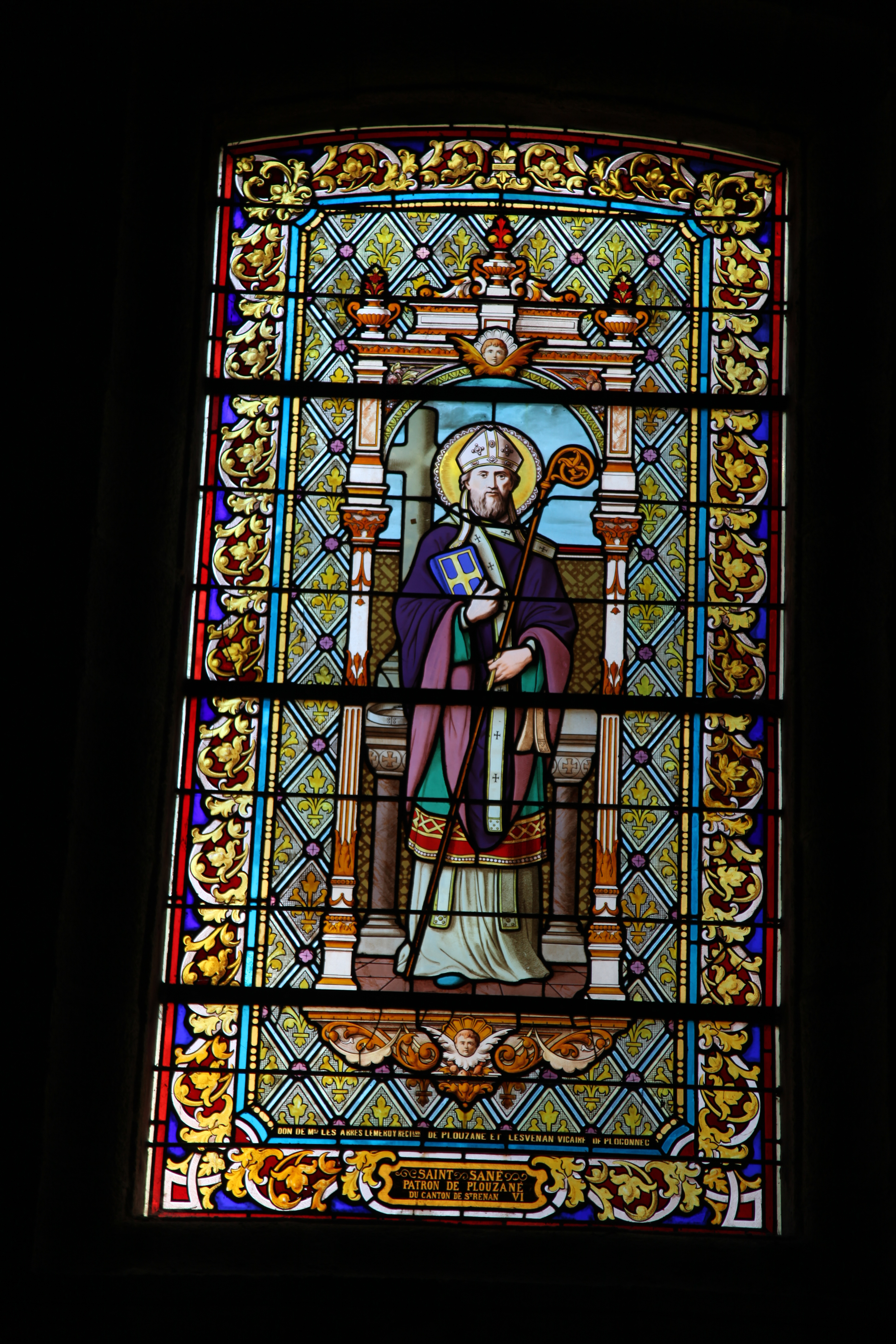
22 – Saint Sané
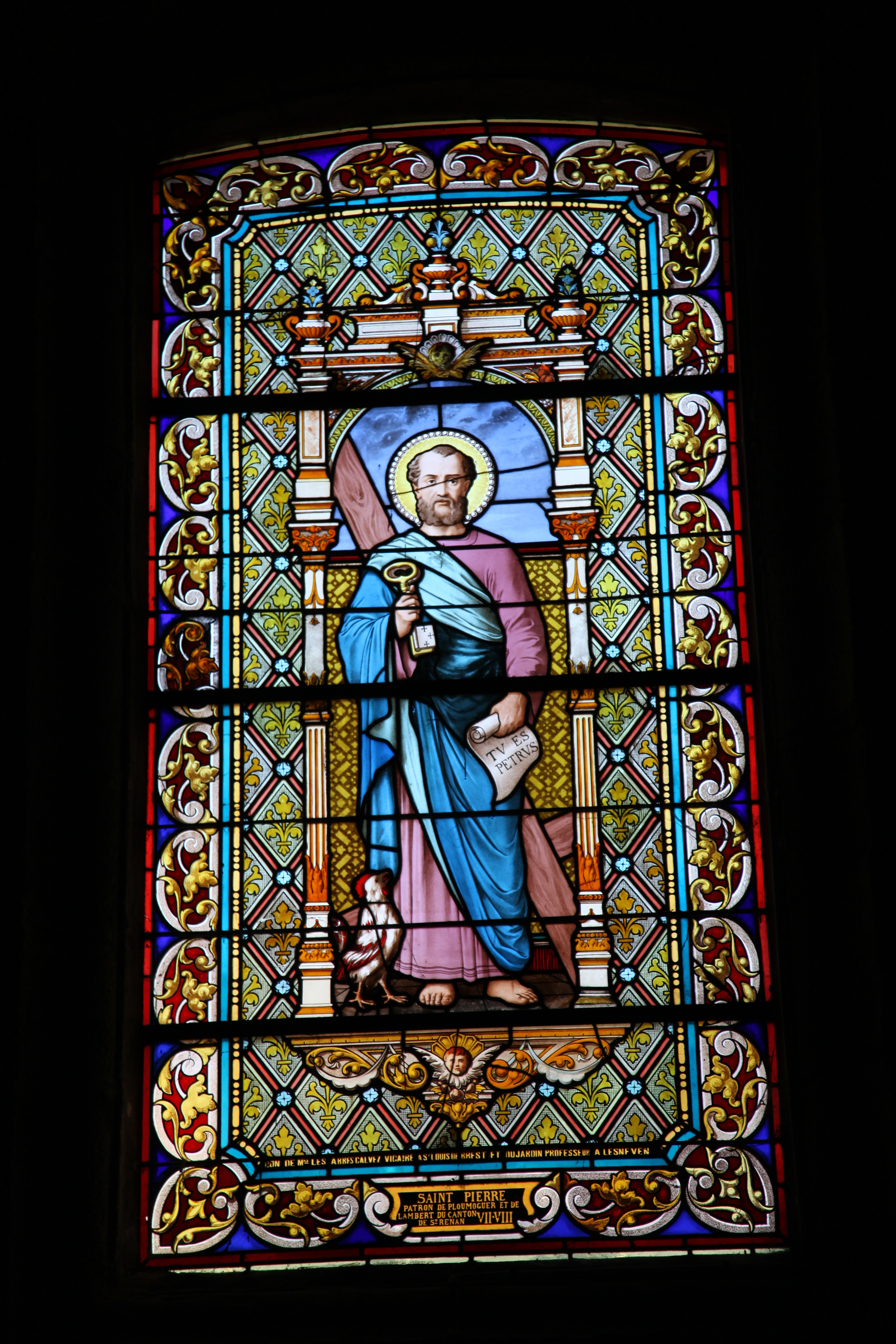
23 – Saint Pierre
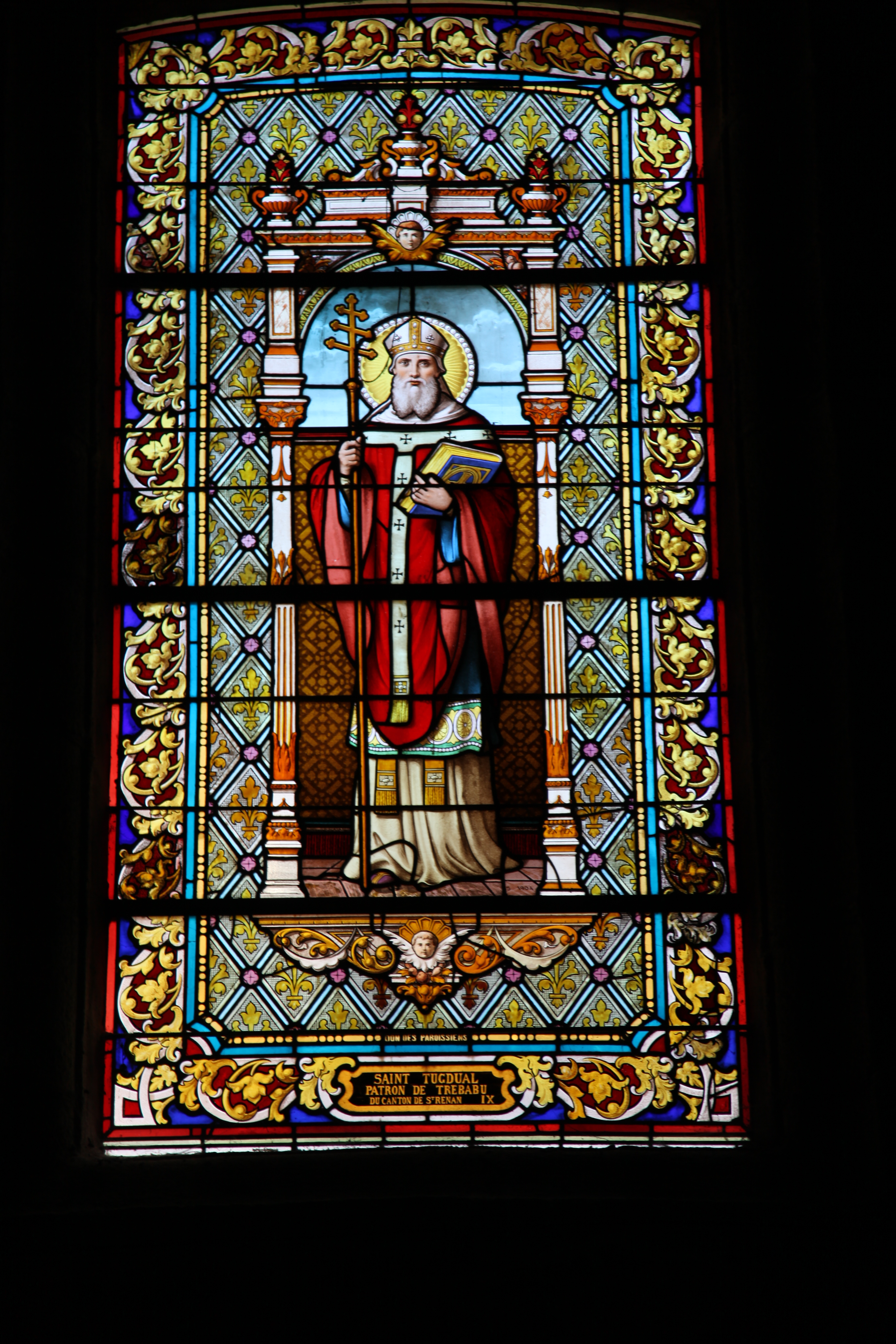
24 – Saint Tugdual
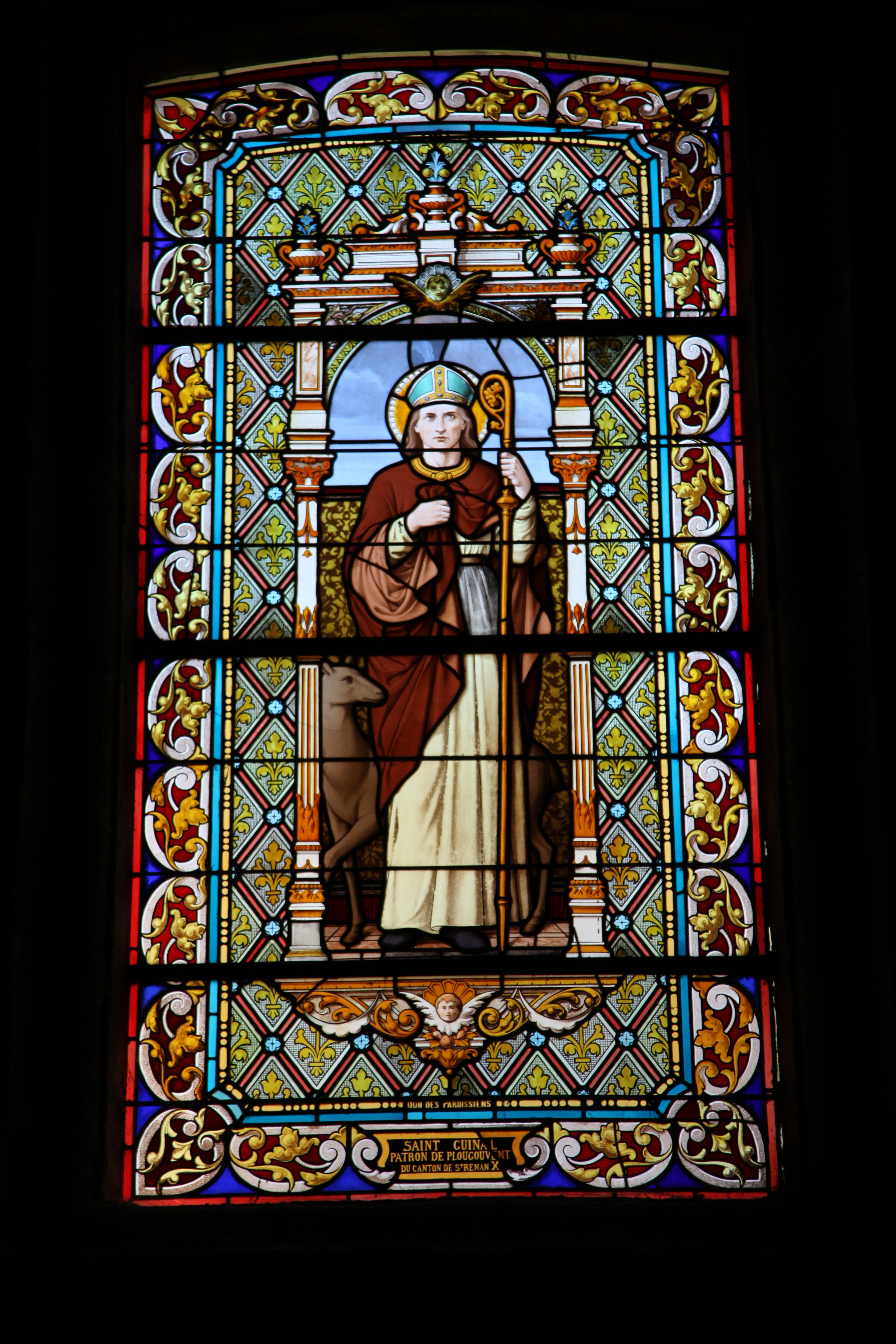
25 – Saint Guénaël
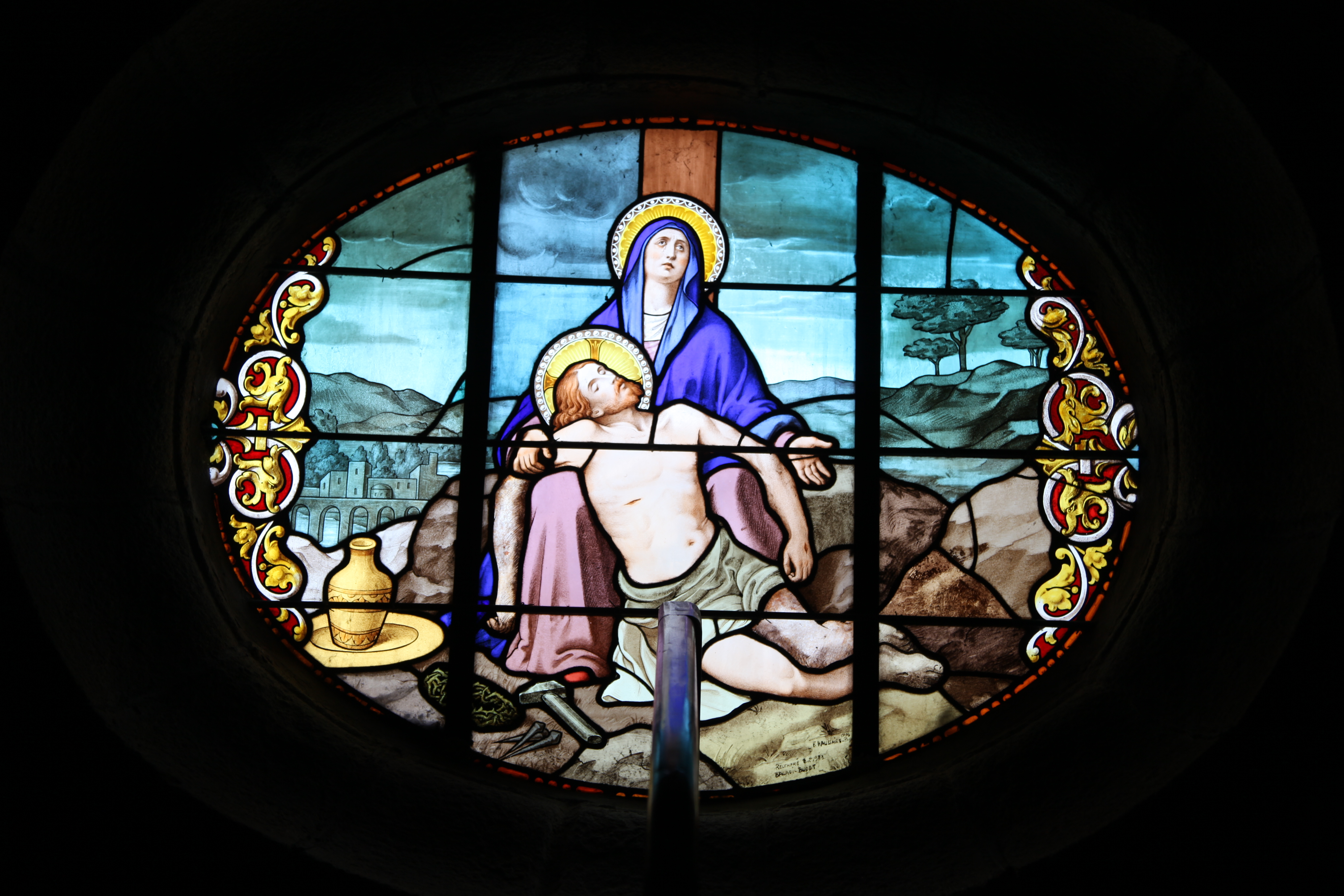
26 – Notre-Dame de Pitié

## Statues

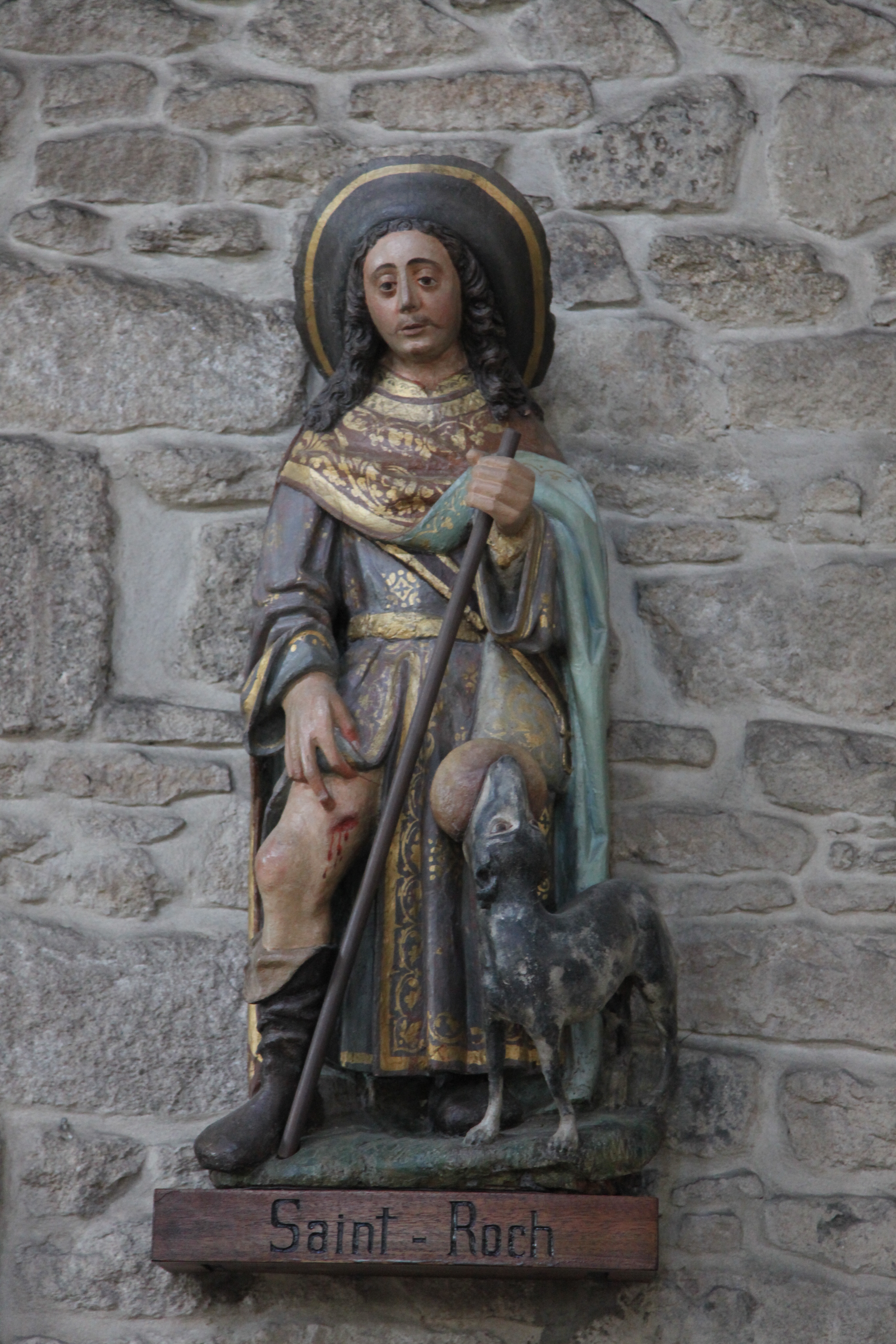
Saint Roch
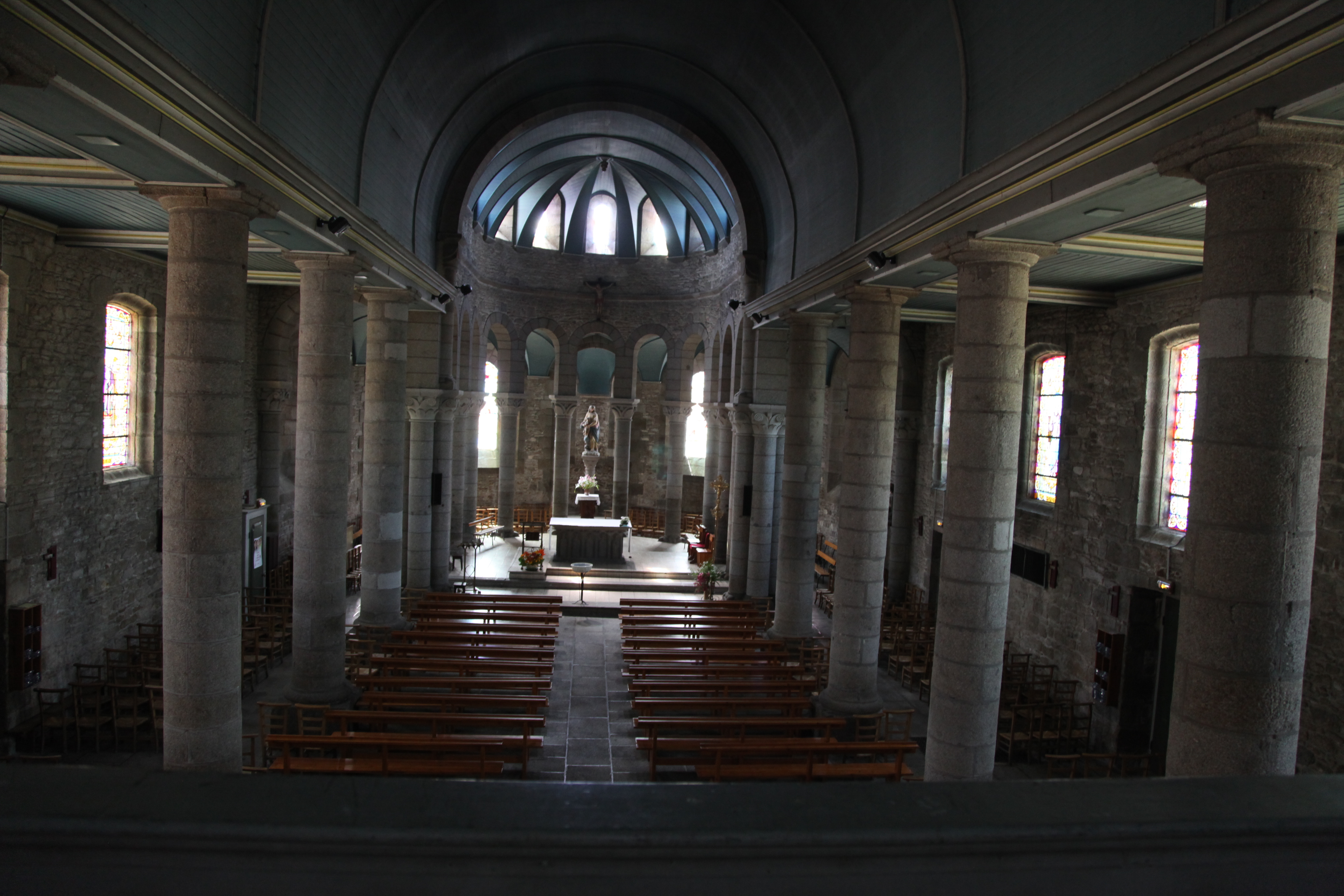
Déambulatoire et chœur
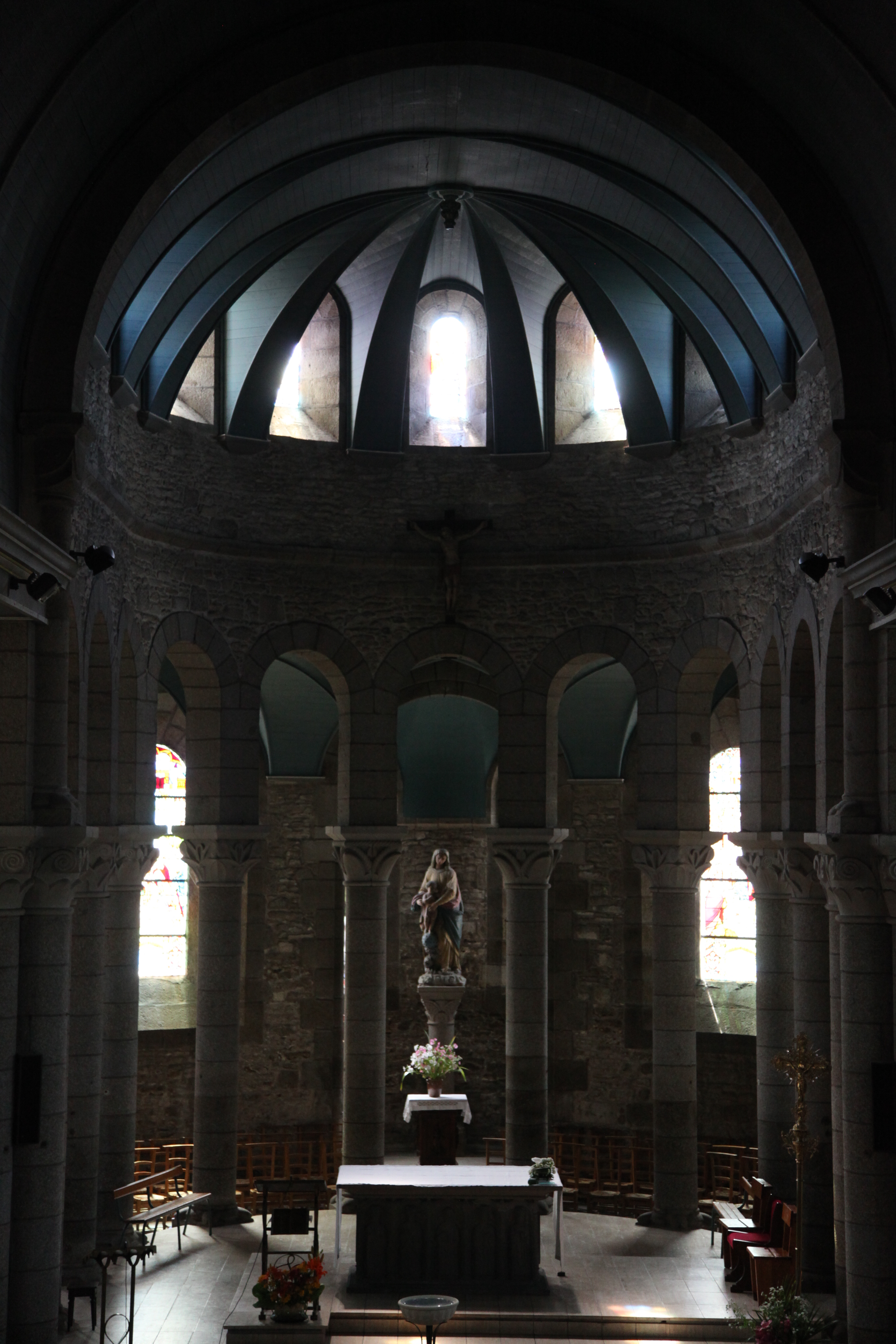
Chœur
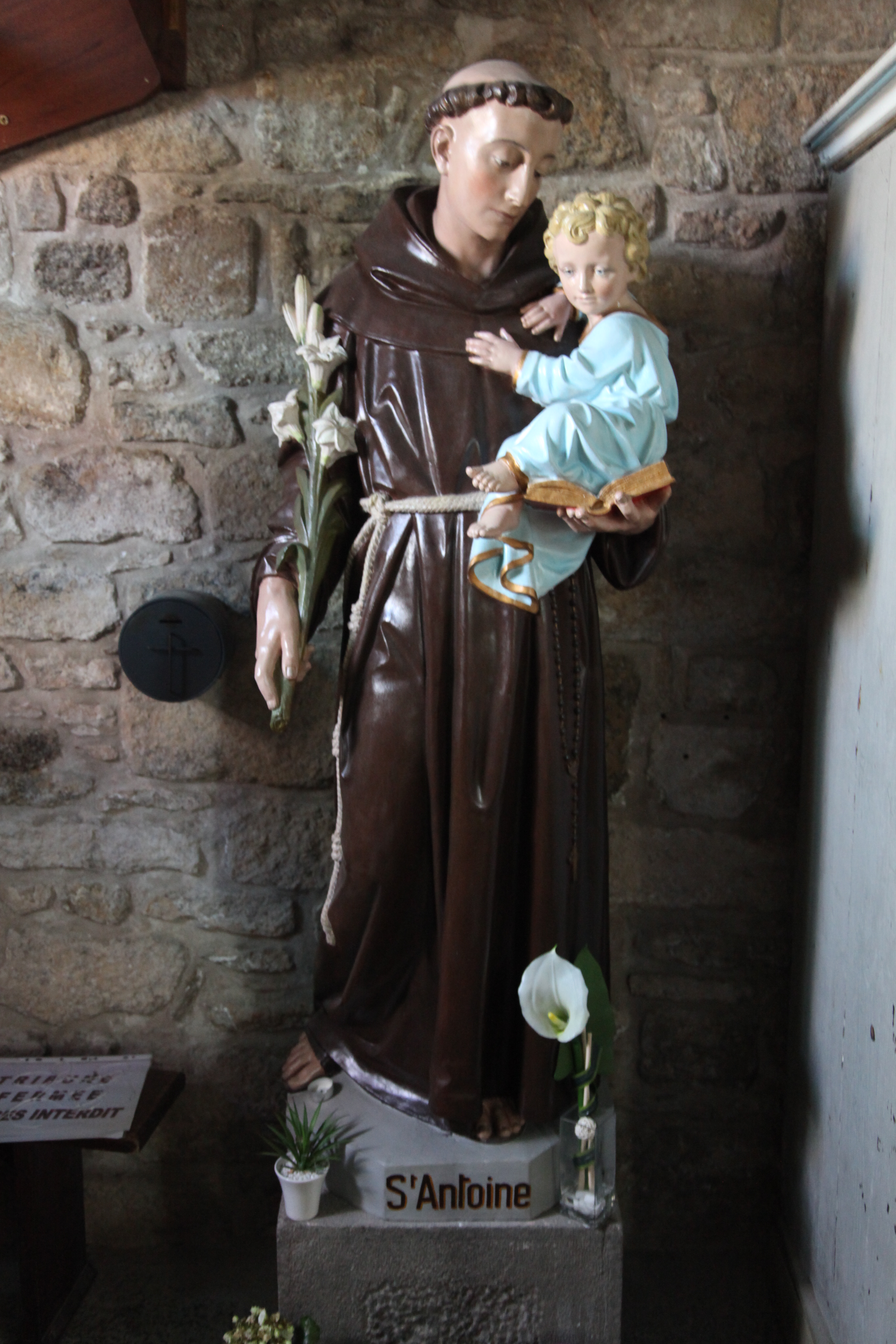
Saint Antoine
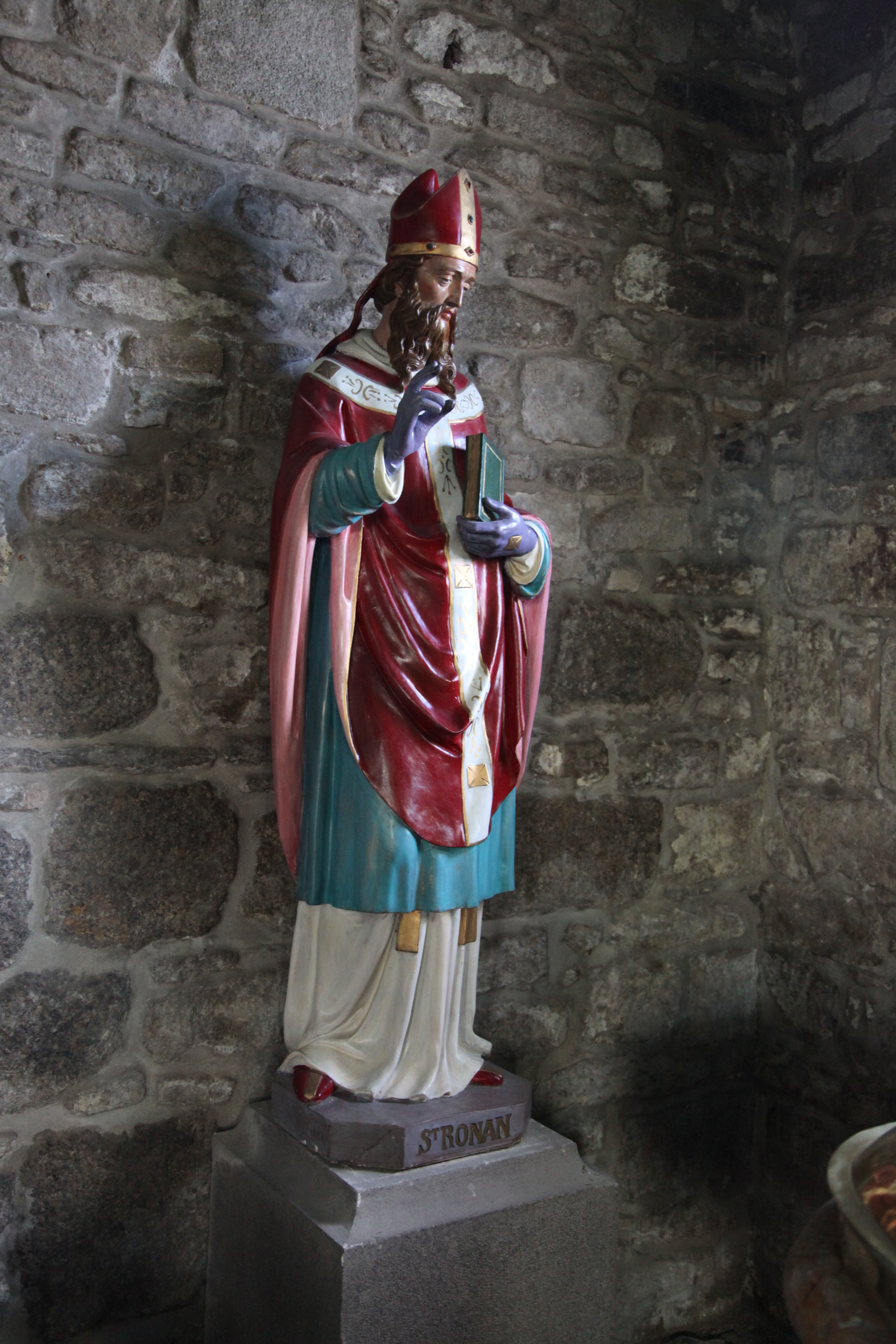
Saint Ronan
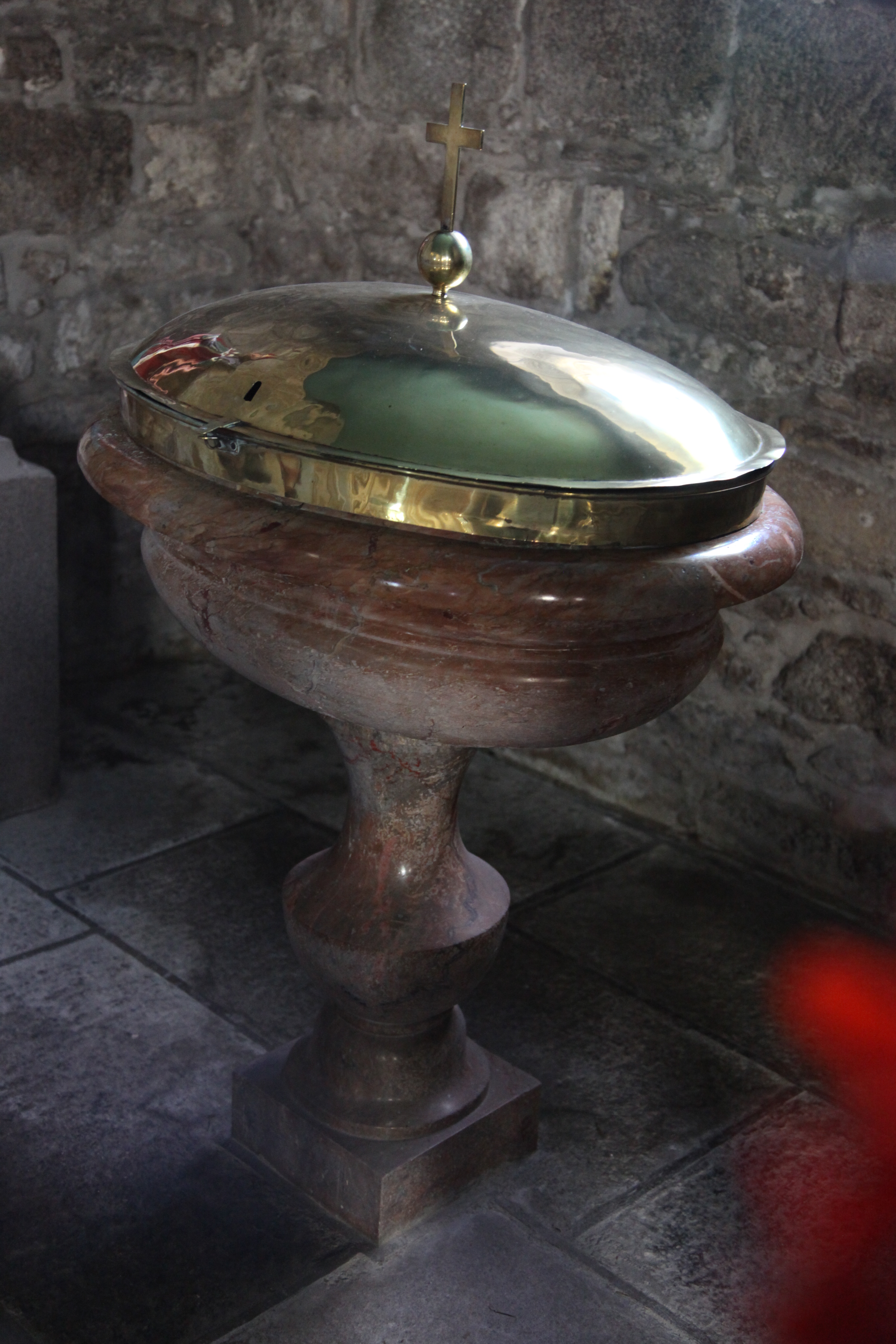
Fonts baptismaux
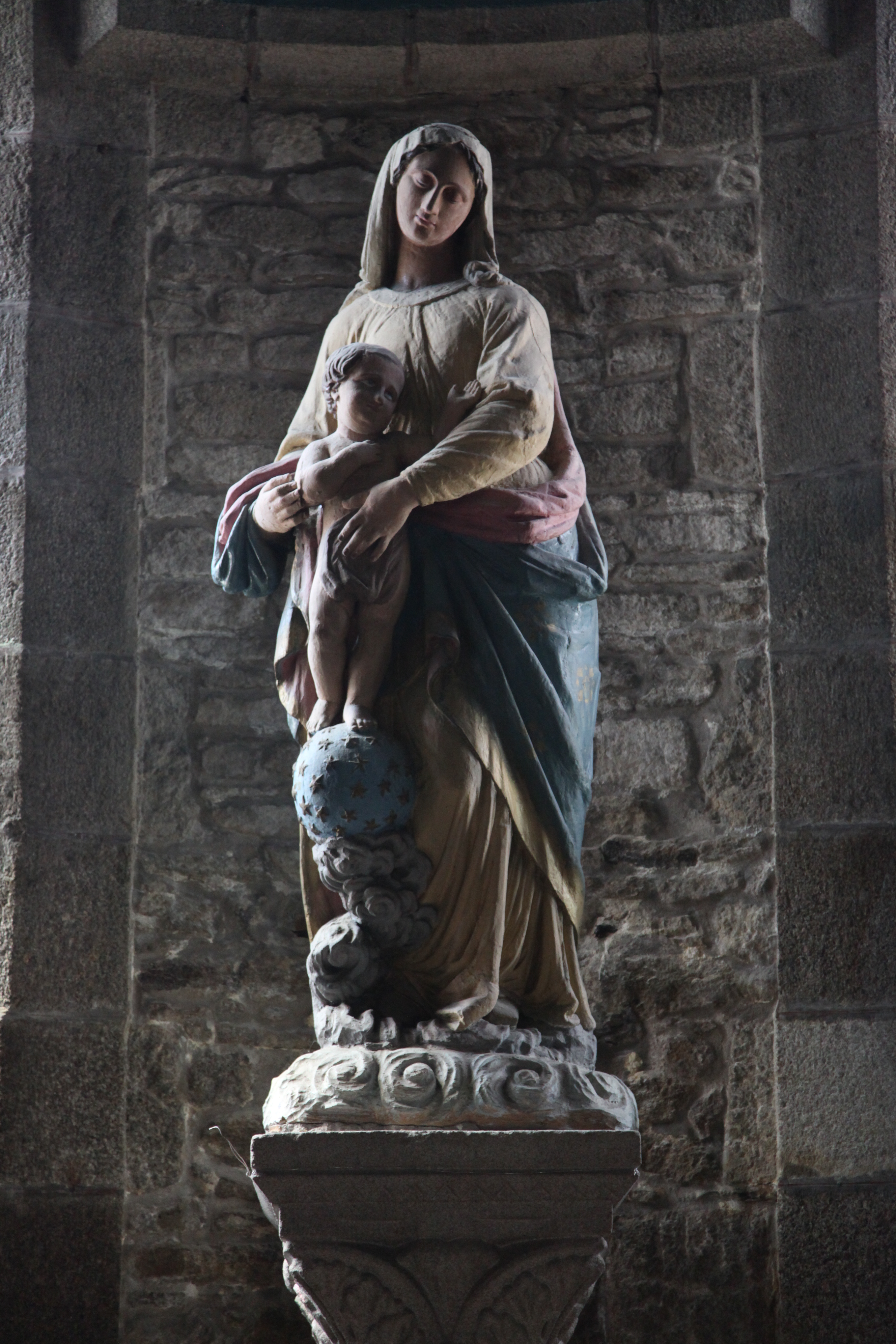
Vierge
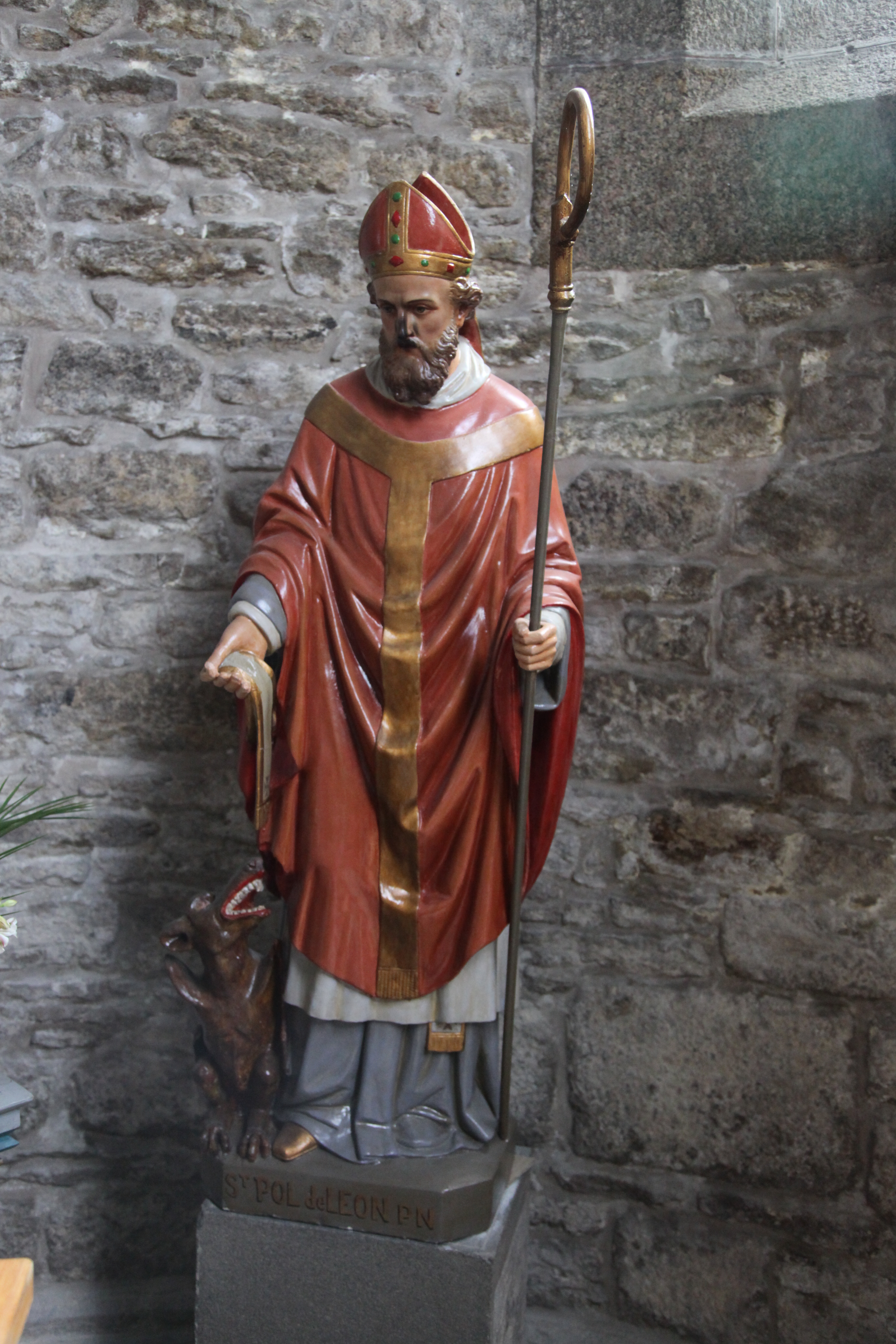
Saint Pol de Léon
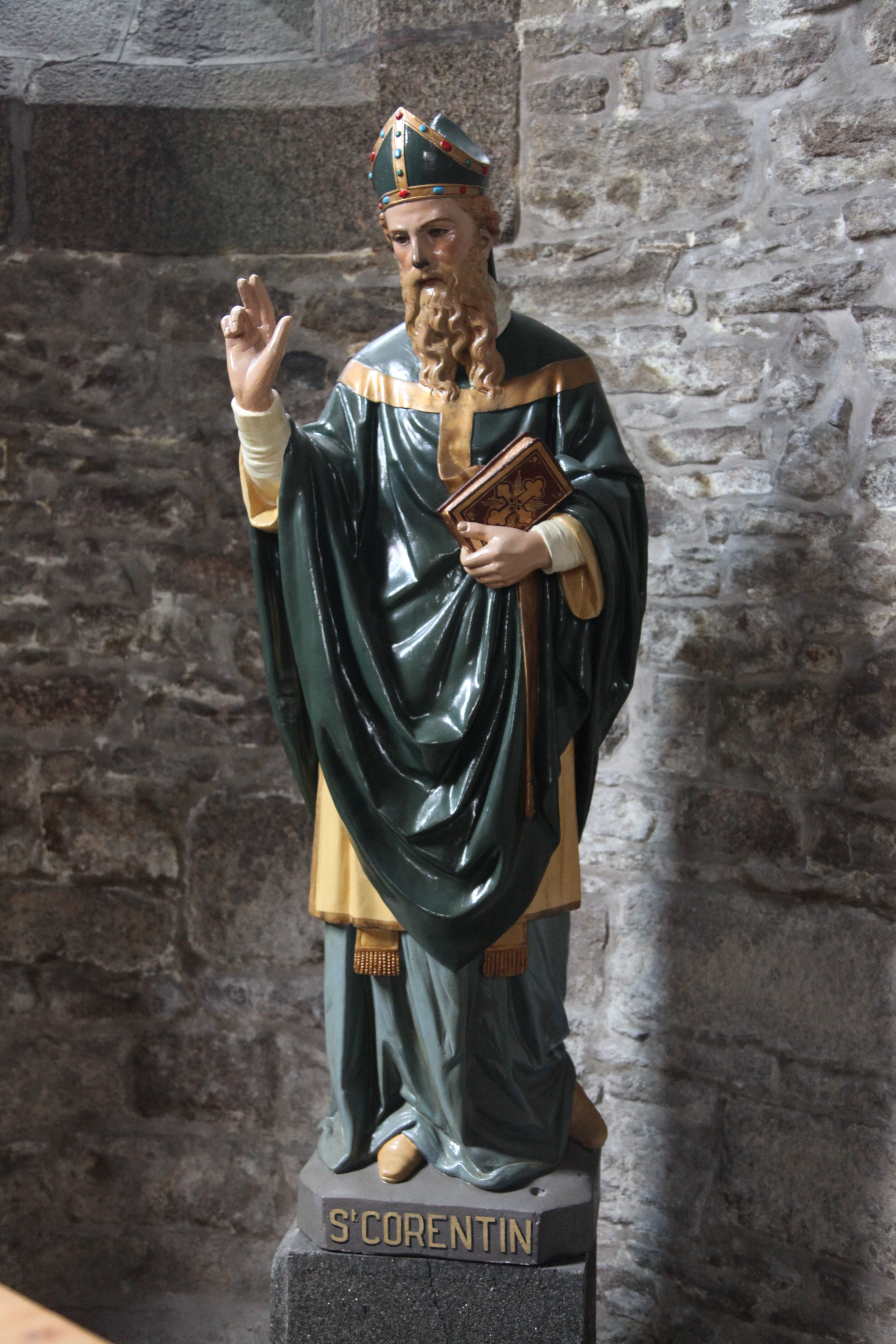
Saint Corentin
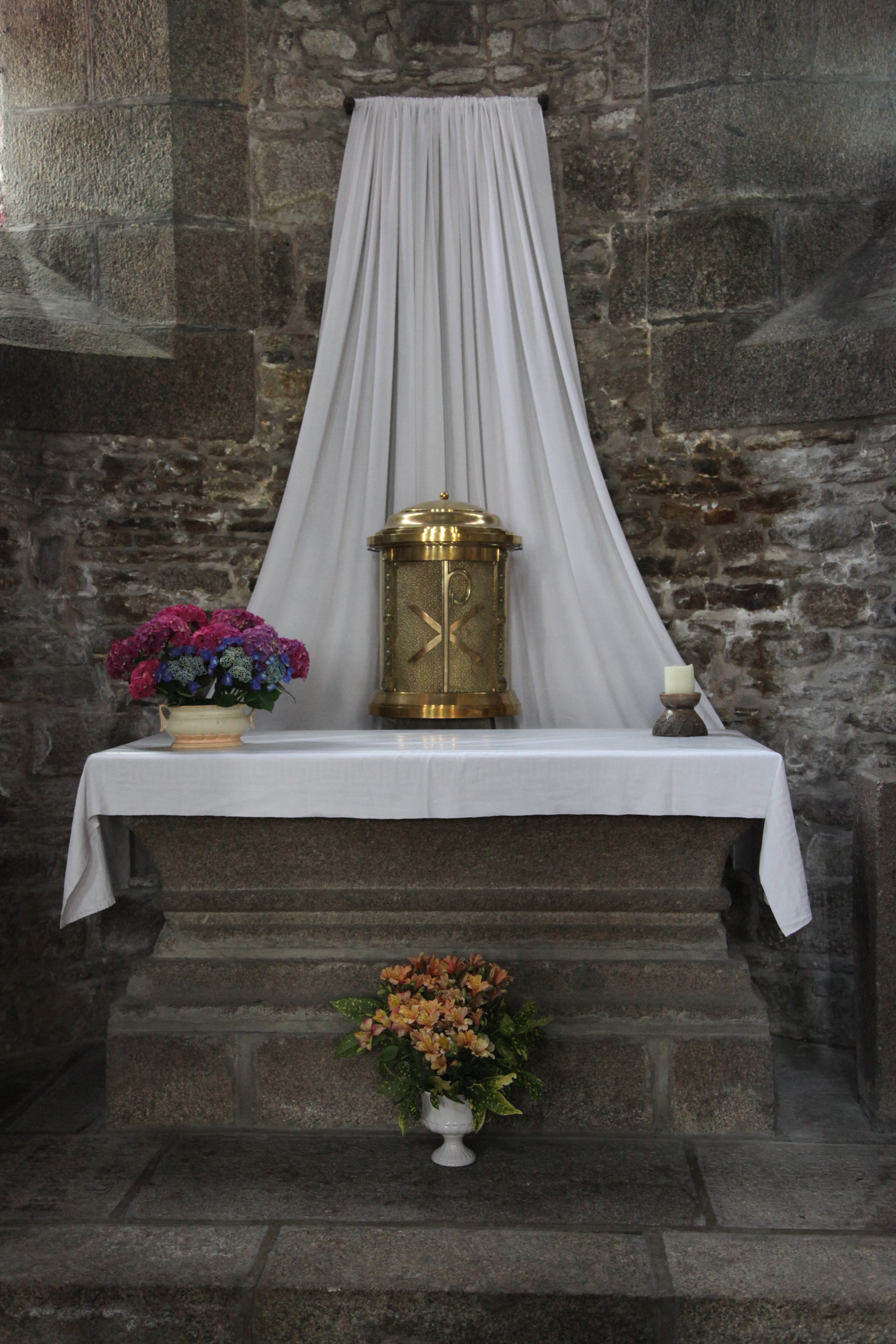
Autel de chapelle latérale
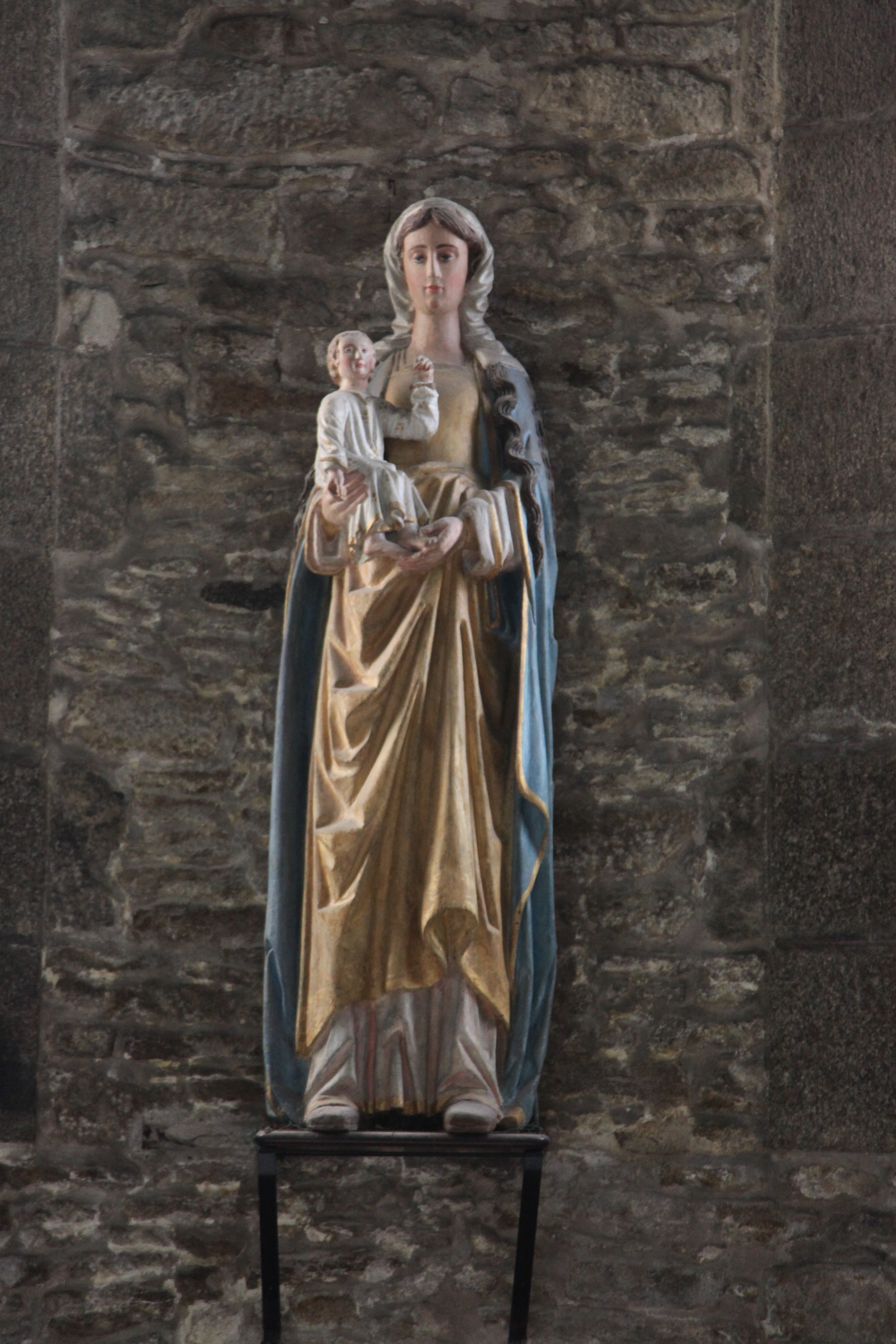
Vierge à l'Enfant
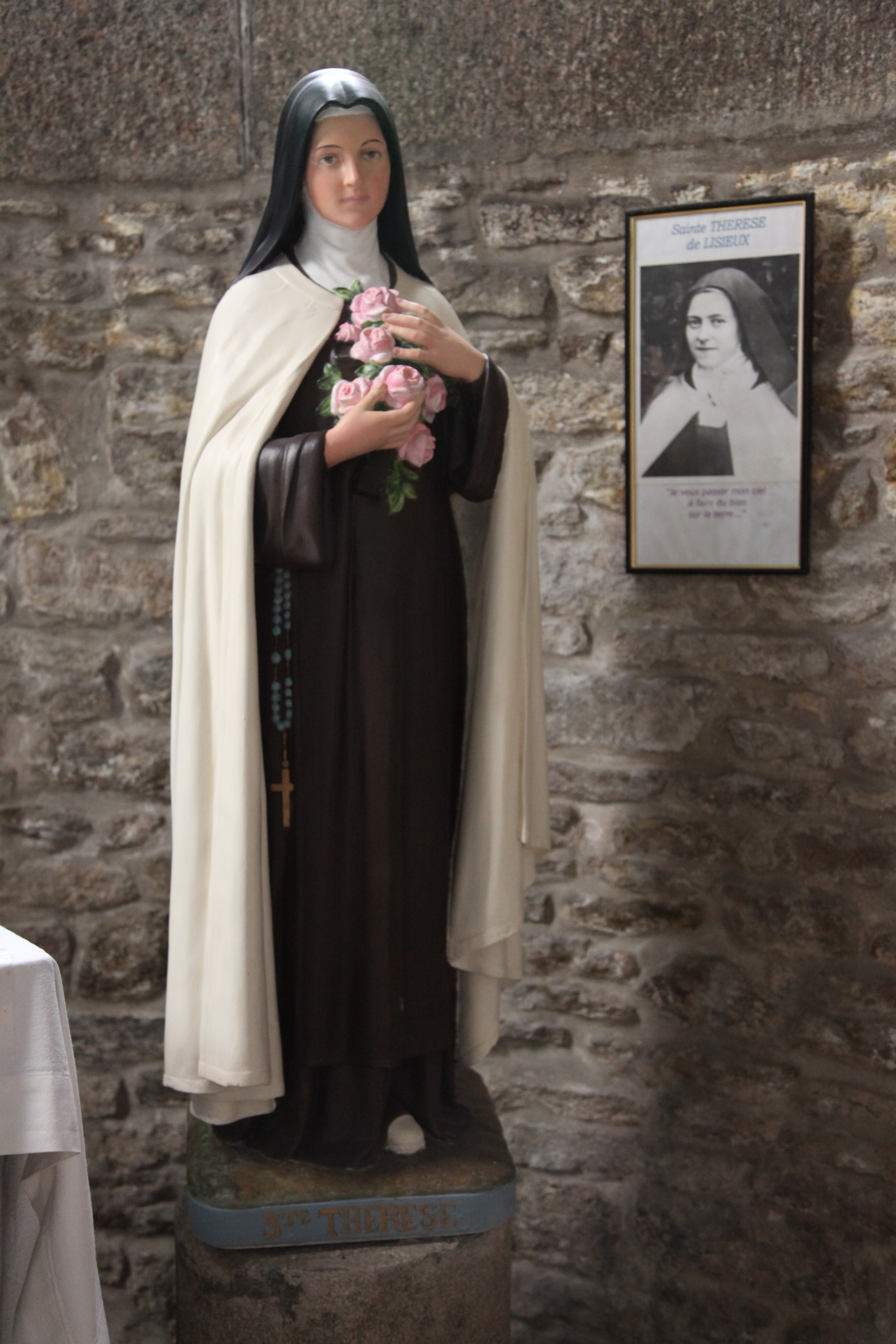
Sainte Thérèse de Lisieux
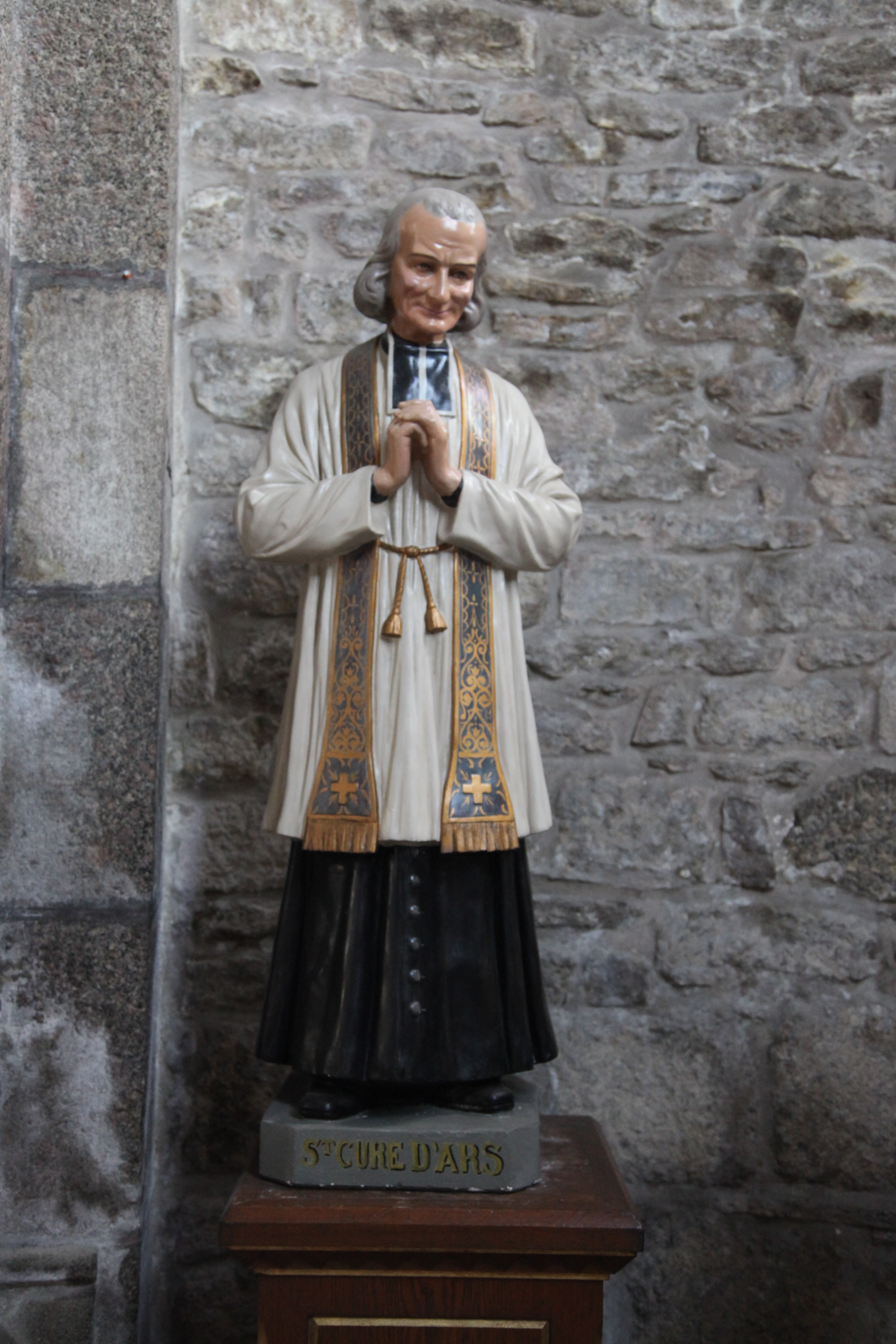
Le Curé d'Ars
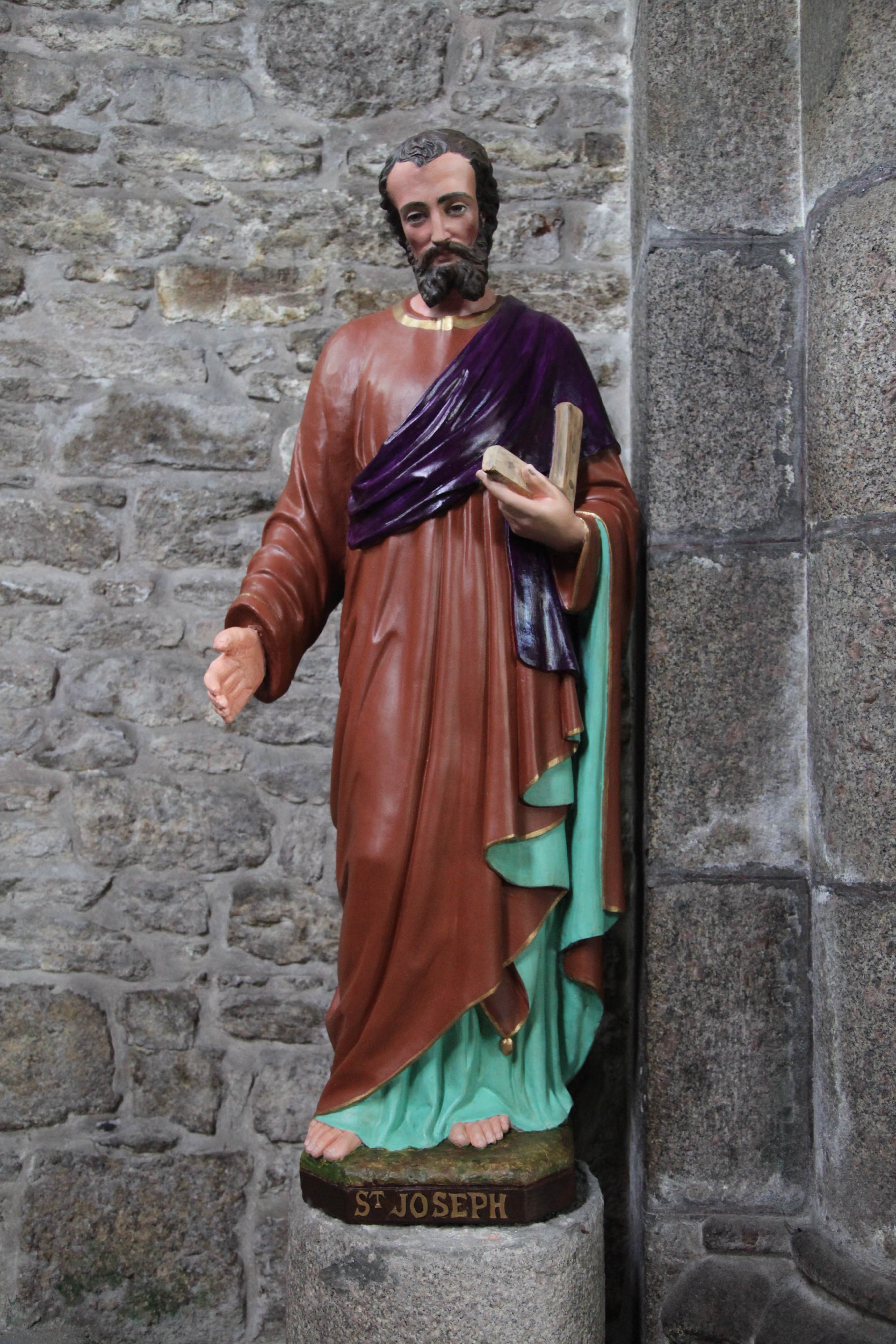
Saint Joseph